# تاريخ الأردن

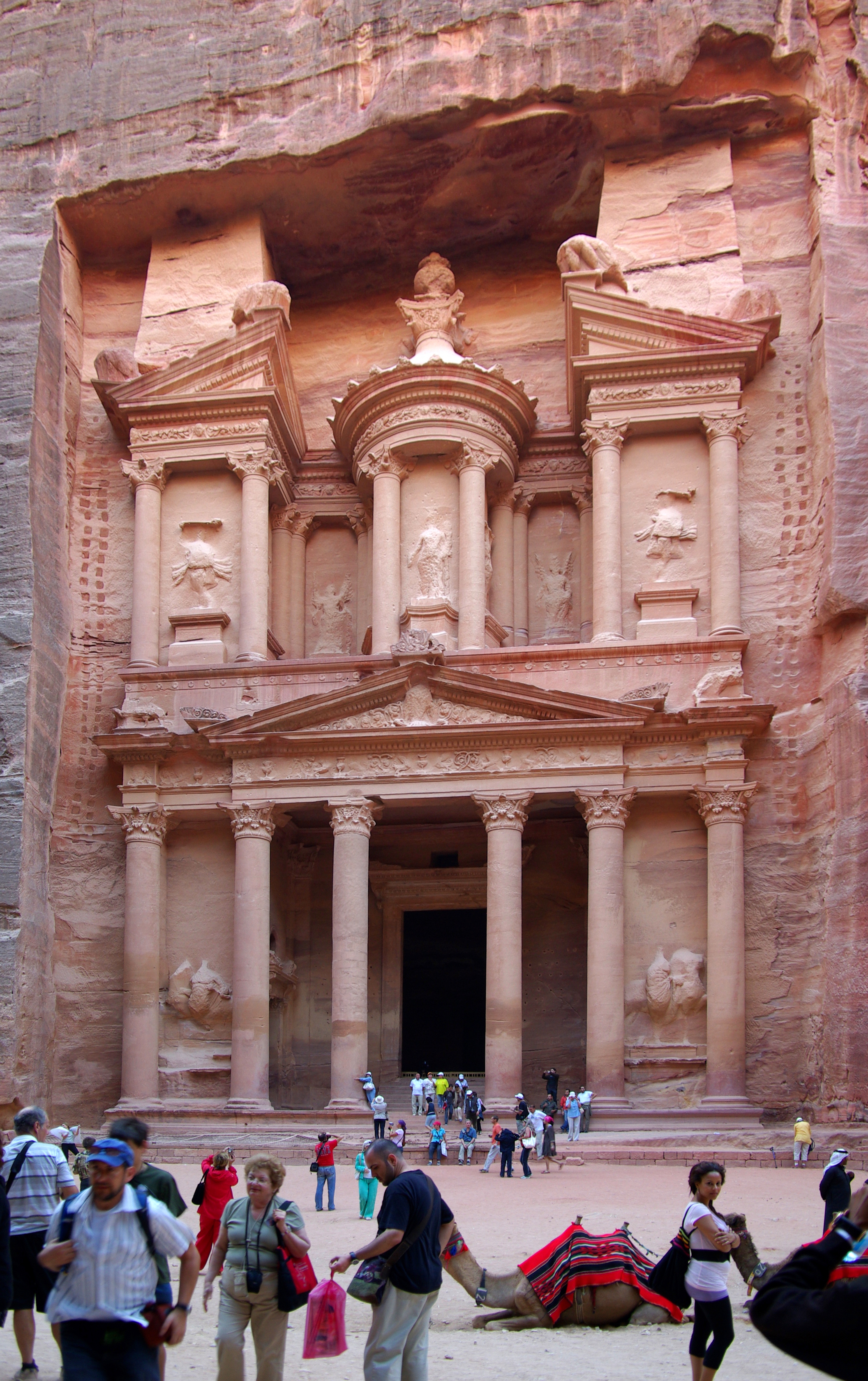
الخزنة في البتراء إحدى عجائب الدنيا السبع الجديدة

تاريخ الأردن هو تاريخ السلط دوله تلك المنطقة الواقعة حالياً من نهر اليرموك شمالاً وتمتد جنوباً باتجاة البحر الميت الذي يقع على عمق 414.5 م تحت سطح البحر مروراً بوادي عربة وخليج العقبة جنوباً، ومن نهر الأردن غرباً إلى المرتفعات الشرقية التي يراوح ارتفاعها بين 600-1500 م فوق سطح البحر مؤلفة حد الهضبة الأردنية، حتى بادية الشام شرقاً، كانت الأردن منذ العصور القديمة مستقراً للإنسان ومعبراً لما قبله وما يليه من مستوطنات بشرية أقامها الإنسان القديم. ففي الجنوب، عبر وادي رم، وفي الشرق حيث وادي السرحان وجد المسافر طريقه إلى الجزيرة العربية، وفي الشمال ساعد الانخفاض بين جبل العرب من جهة وجبل الشيخ، وسلسلة جبال لبنان الغربية من جهة ثانية، على تسهيل المرور إلى سورية، فجعل كل ذلك من الأردن نقطة وصل مهمة بين أقاليم المنطقة. كشفت الأحافير على وجود نشاط بشري في الأردن، في فترة العصر الحجري القديم (90,000 سنة قبل الميلاد).
ما زالت آثار الأمبراطورية الإسلامية ظاهرة للعيان، وآثار الامبراطورية العثمانية. عاشت ممالك كبرى على هذا الجزء من الأرض مثل مملكة الأنباط التي كانت عاصمتها البتراء، المؤابيين، الأدوميون، البيزنطيون، والرومان.

## الفترة القديمة
كان الأردن ومنذ أقدم العصور مأهولا بالسكان بشكل متواصل. وتعاقبت عليه حضارات متعددة، وقد استقرت فيه الهجرات السامية التي أسست تجمعات حضارية مزدهرة في شماله وجنوبه وشرقه وغربه، ساعده على ذلك مناخه المتنوع وموقعه الذي يربط قارات العالم القديم فكان قناة للتجارة والمرور البشري بين شتى بقاع العالم. عاش الإنسان على ارضه في فترات متعددة تمثلت منذ العصر الحجري القديم (500.000-14000) قبل الميلاد والعصر الحجري الأوسط (14000-8000) قبل الميلاد حيث عثر على فؤوس يدوية ثنائية الوجه مصنوعة من الصوان والبازلت.
في العام 2018 أُعلن عن عثور الباحثين على بقايا متفحمة لخبز تم إعداده قبل 14500 عام في موقع شمال شرق الأردن، والذي تبين لاحقاً أنه الأقدم في العالم، أي قبل ما يزيد عن أربعة آلاف عام من اكتشاف الزراعة. ويشكل هذا «الحدث الاستثنائي» دافعا للعلماء إلى البحث عن علاقة ارتباط بين إنتاج الخبز ونشأة الزراعة.
كان جو الأردن ماطراً دائما ويعيش الإنسان على صيد الحيوانات البرية جامعا النباتات البرية. وصولا إلى العصر الحجري الحديث المبكر (8000-6000) قبل الميلاد والعصر الحجري الحديث اللاحق (6000-4500) قبل الميلاد حيث شهدت البلاد بعض التطورات في جوانب متعددة من الحياة مثل انتظام الزراعة إلى جمع وسقي وتدجين بعض الحيوانات كالخراف والماعز والكلاب، واكتشاف الفخار وطليه بالألوان المتعددة حسب صنف من الأكواب والجرار وتماثيل الحيوانات السيراميكية الطبيعي المصنوعة من الجص الصغيرة في فترة العصر الحجري النحاسي (4500-3300) قبل الميلاد، حسب لوجود منازل الطينية، وصناعة الأزاميل والنصال والمناجل والفؤوس النحاسية.

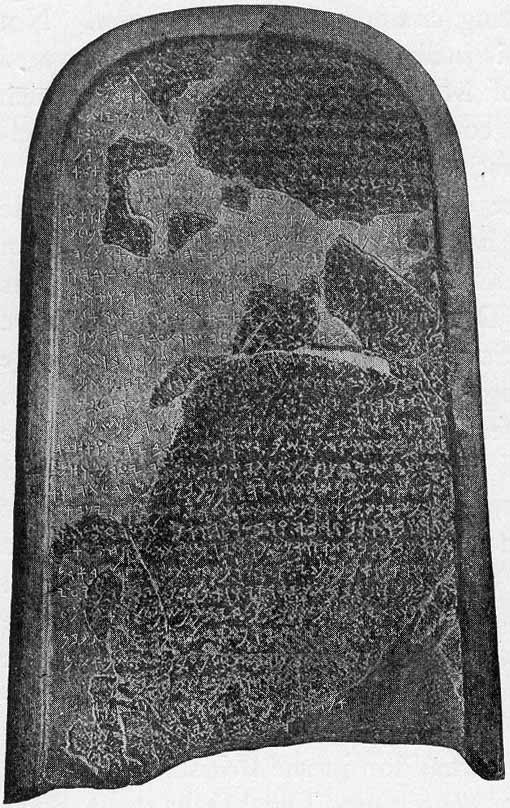
مسلة الملك ميشع ملك المؤابيين

سكن شعب العموريين الذين هم أشقاء الكنعانيين في الأردن، واتخذ الكنعانيون فلسطين بلداً لهم وسمِّيت أرض كنعان، بينما سُمِّيت الأردن تحت عنوانين عدة، حسبما نجده في أسفار العهد القديم نفسها: الاسم العام هو بلاد عبر الأردن (Trans Jordan), اما الأسماء الأخرى للأردن فقد كانت تسمى على اسم الممالك التي كانت تسكنها، والاسم الخاص هو المناطق الجغرافية وهي موكونات البلاد التي قامت بها هذه الممالك، وسمِّيت كل مملكة وشعبها باسم تلك المنطقة مثل الأدوميون (نسبة إلى أدوم) والمؤابيون (نسبة إلى مؤاب)، والحشبونيين (نسبة إلى حشبون ـ حسبان الحالية)، والعمونيون (نسبة إلى ربة عمون ـ عمان الحالية). والباشانيون (نسبة إلى باشان وهي بيسان الحالية). ومملكة الأنباط نسبة إلى اسمهم وليس إلى اسم المكان. فقد جاءت هذه القبائل العربية مهاجرة من جزيرة العرب وحطّت رحالها في أرض الأردن واستوطنت كل واحدة منها دياراً يفصلها عن الأخرى معالم طبيعية وكانت العلاقة فيما بينهم ودية، وكانت قد ظهرت هذه القبائل بالأردن منذ حوالي ألفي سنة قبل الميلاد، في وقت واحد تقريباً. كانت عاصمة الأدوميون بصيرا التي تقع حاليا في محافظة الطفيلة، وقد ظهرت في الجزء الشمالي للمملكة العربية الأردنية مديان التي كانت تمتد جنوباً في شمال جزيرة العرب. وملك الأدوميون الشراة ووادي عربة والبادية الشرقية، وخليج بحر القلزم (أيلة/ العقبة الحالية) وساحل البحر الأحمر إلى الجنوب. وكانت لهم قوة برية وبحرية، ويستفيدون من القوافل التجارية والثروة الزراعية والثروة الرعوية التي سبق وأشرنا أنها ضايقت الفرعون المصري رعمسيس الثالث في فترة متأخرة من عهد المملكة الأدومية. كانت هذه المملكة تتألف في تركيبها السكاني من قبائل، ولكل قبيلة شيخ يعتبر هو زعيمها، ولهؤلاء زعيم يعتبر شيخ المشايخ، وتطوّرت الأمور بعد الاستقرار أن صار الشيخ الأعلى ملكاً للبلاد، يقود الجيوش بالمعارك، وله إدارة الدولة والعشائر، وكانت مملكة جيدة التنظيم، ونظام الحكم فيها وراثي في الذكور. المؤابيون تلك المملكة الشهيرة التي كانت عاصمتها ديبون شمال وادي الموجب، ثم انتقلت إلى قبر حارسة (الكرك) زمن الملك ميشع. كانت الكرك وذيبان العاصمتين الرئيسيتين لهم وكان الإله لكموش أهم إله عند المؤابيين، وكان ميشع أعظم ملك من ملوكهم الذي دوّن انتصاراته وإنجازاته على حجر ذريبان. وقد تعاقب على احتلالها فيما بعد كل من الآشوريين، والبابليين، وصارت مملكة مؤاب ولاية بابلية زمن الملك نبوخذ نصر. كانت عمون أو ربة عمون المعروفة الآن بعمان عاصمة للدولة العمونية، وكان العمونيون يتمركزون في شمال ووسط الأردن وتحتفظ عمان بموقع العاصمة القديمة.حرر العمونيون بلادهم من الاحتلال الإسرائيلي وطردوا الإسرائيليين إلى بلاد كنعان (فلسطين). وقد قاد حرب التحرير هذا ملكهم ناحاش العموني، حتى إذا ما صار داوود ملكاً انقلبت الموازين وقام في حوالي 1000 ق.م بالهجوم على كل من مؤاب وأدوم، ثم في عام 995 ق.م جرد الملك الإسرائيلي طالوت حملة على عمون زمن الملك العموني حانون بن ناحاش. ومن ملوك العمونيون أيضاً حنون، شوبي، روحوبي، بعثا، شانيب، زاكير.
بعد سقوط العاصمة الآشورية نينوى، ثارت جميع الشعوب التي كانت تخضع للاشوريين، ففر آخر ملوك آشور (أباليت) إلى حران، وأصبحت السيطرة للبابليين بعد الآشوريين الذي سرعان ما حاولوا الاستحواذ على شرقي المتوسط ومنها شرقي الأردن، فتآلف ملوك مؤاب وعمون وصور وصيدا لصد هجمات بابل، إلا أن الملك البابلي نبوخذ نصر تمكن من الانتصار عليهم والوصول إلى القدس سنة 586 ق م، ثم تمكن من إخضاع صيدا ومؤاب وعمون، فيما بقي محاصرا صور لمدة ثلاث عشرة سنة، إلى أن أخضعها. وقد سبى نبوخذ نصر عددا كبيرا من اليهود من القدس وفلسطين إلى بابل، إلا أن بابل ما لبث أن دب فيها الفساد فسقطت في أيدي الفرس سنة 540 ق م. فبعد انتهاء الحكم البابلي وضعت الأردن وفلسطين تحت الحكم الفارسي بواسطة أمير فارسي وحكام فرعيين. وقد حرر الملك الفارسي سيروس في هذه الأثناء اليهود من الأسر البابلي وسمح لهم بالعودة إلى فلسطين، وفي عهد الإمبراطور الفارسي داريوس الذي حكم من 531 – 485 ق م جزءت الإمبراطورية الفارسية إلى عشرين ولاية؛ كل ولاية عليها حاكم يدعى مرزبان، وقد كانت شرقي الأردن وقبرص جزءا من الولاية الفلسطينية، أما عرب تيماء فقد فرضت عليهم الإتاوة. استمر النظام الإداري الفارسي إلى أن جاء الأسكندر الكبير عام 333 ق م. فقد أفسح انهيار الإمبراطورية الفارسية الطريق أمام الأسكندر الأكبر عام 332 قبل الميلاد لاحتلال العاصمة الفارسية وبسط النفوذ اليوناني على الأردن والبلدان المجاورة. ولم تخضع شرقي الأردن لحكم اليونان المباشر في عهد الأسكندر، الذي توفي عام 323 ق م وهو يتأهب لغزو الجزيرة العربية، فبعد وفاة الأسكندر انقسمت الإمبراطورية اليونانية إلى ثلاثة أجزاء: الجزء الأوروبي، لانتغونس حفيد أحد قادة الأسكندر، أما فارس وسورية إلى شمالي دمشق فقد خضعت لسلوقس، فيما خضعت مصر وفلسطين وشرقي الأردن والقسم الجنوبي من سوريا لبطليموس.

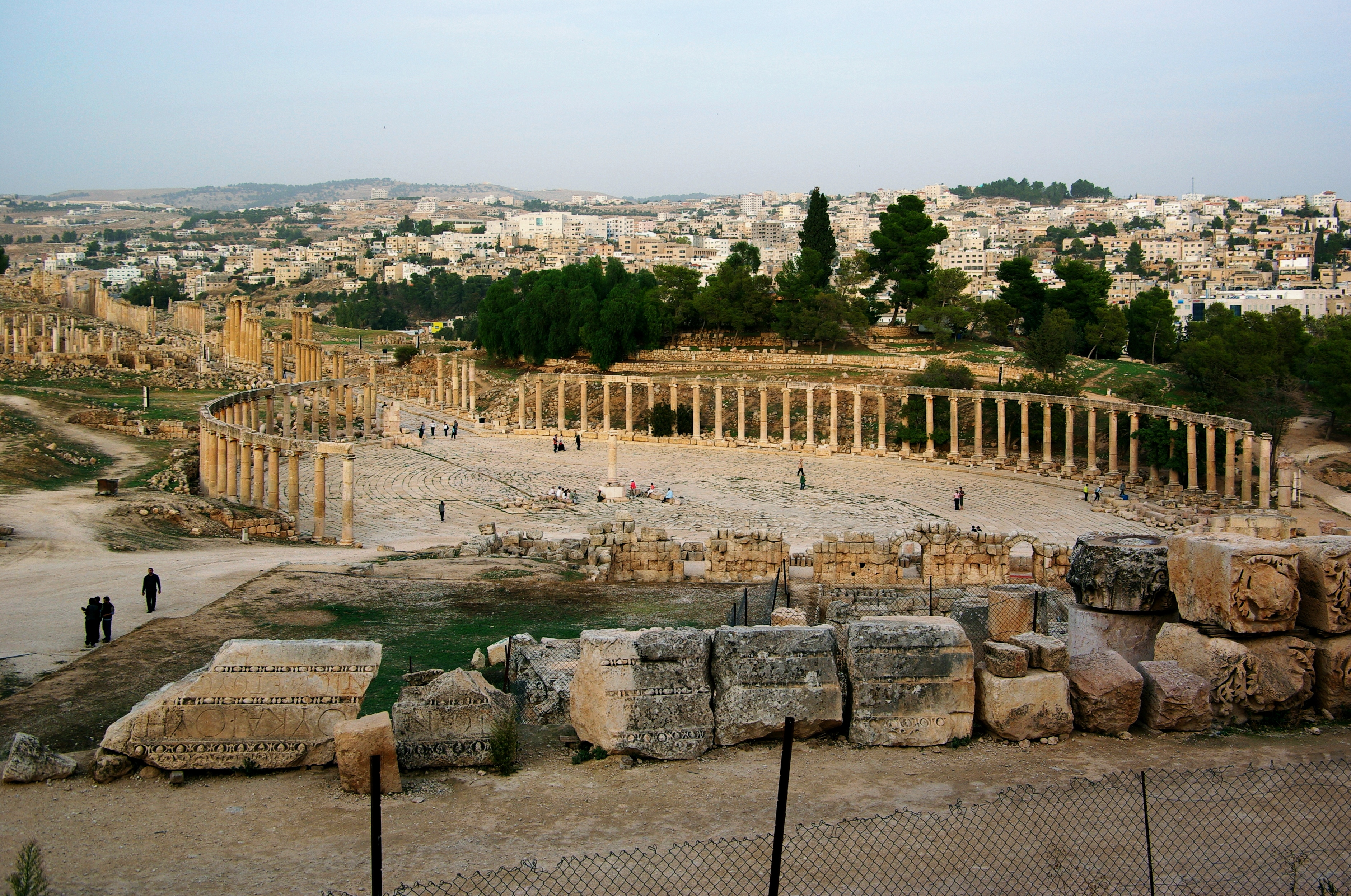
مدينة جراسا (جرش) حاليا

احتل اليونانيون (عمون) في عام 300 ق.م وكانت من ضمن ما احتله اليونانيون من الأردن وسوريا. أولاها اليونانيون أهمية كبرى، إذ صارت من ممتلكات بطليموس المصري خلال جزء من القرن الثالث قبل الميلادي. حيث أعيد بناؤها، وأطلقوا اسماً جديداً عليها وهو: فيلادلفيا بدلاً من ربة عمون. وأما الاسم الجديد فهو مشتق من اسم بطليموس فيلادلفوس الثاني (383-346 ق.م). ازدهرت ربة عمون في الفترة اليونانية، وصارت إحدى تحالف المدن العشرة وكان تحصينها ضرورة أمنية للإمبراطورية لتكون قادرة على مواجهة الموجات البدوية القادمة من الصحراء. حيث تعلَّم اليونانيون الدرس في أنهم قادرون على حصار المدن والقلاع واحتلالها، لكنهم غير قادرين على القضاء على البدو أو منع هجماتهم. حدث صراع بين الجناح المصري والجناح السوري للإمبراطورية اليونانية بين أتباع بطليموس في مصر، والسلوقيين في سوريا، الذين رأوا أهمية ربة عمون، وضرورة السيطرة عليها، لحرمان مصر من مخفر متقدم في خاصرة بلاد الشام من جهة، ولتكون مخفراً متقدماً للسلوقيين ضد المصريين والبدو على حدٍّ سواء من جهة أخرى. فقام الملك أنطيوخس الثالث (الجناح السوري) بقيادة جيش كثيف وضرب حصاراً طويلاً على قلعة ربة عمون، أدى إلى احتلالها في نهاية المطاف. كان ذلك الاحتلال من اتباع بطليموس في عام 218 ق.م. وبقي اليونانيون في عمان مدة تقارب مائة عام بعد هذا الاحتلال حتى طردهم منها الأنباط.

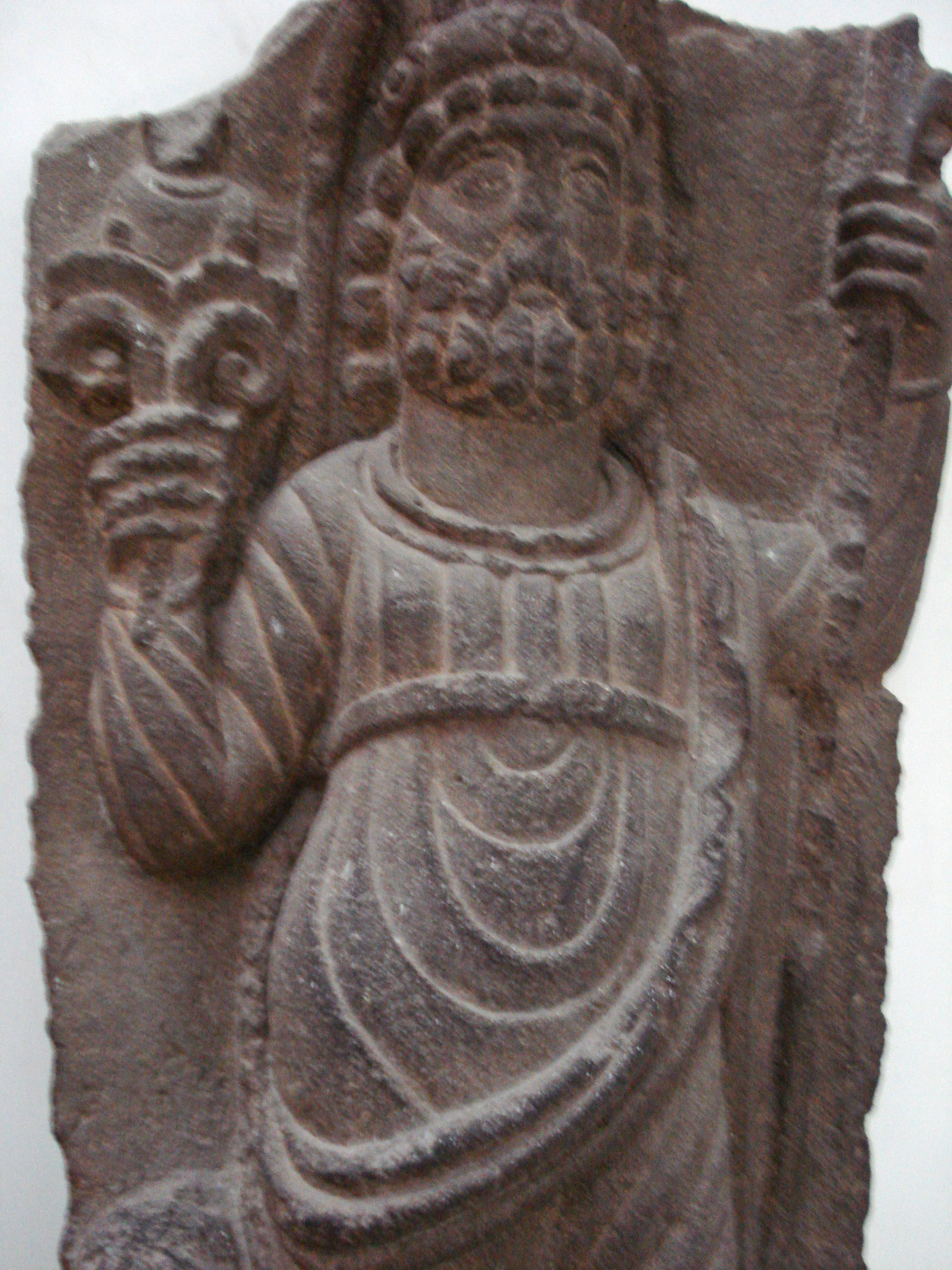
ذو الشرى, الاله الذي كان يعبده الأنباط

### العرب الأنباط
نشأت مملكة الأنباط بعد استيلائهم على دولة الأدوميين في الجنوب الأردني. تمدد الأنباط واكتملت دولتهم في القرن الثاني قبل الميلاد، وتوسعت شمالاً وغرباً، وصارت إحدى القوى الهامة في المنطقة التي يحسب لها حسابها، ولها جيشها القادر ليس للدفاع عنها فحسب، بل ومهاجمة ممالك أخرى خارج الديار النبطية الأردنية. كانت تقوم حدودها على الأراضي الأردنية الحالية من خليج العقبة إلى نهر اليرموك ومن وادي السرحان في البادية شرقاً إلى نهر الأردن وغور الأردن غرباً. تتكون من أراض صخرية حجرية في أغلب مناطقها، ففيها الجبال والشعاب وبعض المناطق أو الواحات الخصبة التي تتوافر فيها المياه مما سهل استقرار الناس فيها ومزاولة مهنة الزراعة. تعد البتراء المقاطعة الرئيسية أو العاصمة التي يشير اسمها إلى كل جبل مقدس يصعب صعوده، ومعناها في العربية صخر أو حجر، وأطلق عليها العرب اسم الرقيم، وهي تقع اليوم في وادي موسى. أما بقية المدن أو المقاطعات في مملكة الأنباط فهي: الحجر أو «مدائن صالح»، وأم الجِمال المبنية من الحجر الأسود الناري، والنقب. أن النبط اسم لقوم، وليس اسما لمنطقة، واختلف المؤرخون في أصلهم فذهب القديس جيروم إلى أنهم من نسل «نبايوط» الابن الأكبر للنبي إسماعيل، وهناك من يرى أنهم من العراق جاء بهم نبوخذ نصر في القرن السادس قبل الميلاد عند تحريره لفلسطين ونزلوا البتراء واستقروا بها. ورأي آخر يذكر أنهم من وسط شبه الجزيرة العربية، ورأي يؤكد أنهم من اليمن. يشار إلى أن الأنباط هاجروا من اليمن طلبا للرزق والزراعة ورعاية الماشية، ويؤكد هذا الأمر انتهاج الأنباط طرق الري والزراعة والنحت على غرار العديد من المنشآت المائية الموجودة في اليمن، لذا فإنهم عرب وليسوا آراميين، وإن استعملوا الآرامية في كتاباتهم. وعن الأحوال الاجتماعية للأنباط فهم ينقسمون إلى طبقات: الاستقراطية العربية، والمواطنون الأحرار، وفئة العبيد، وفئة الأجانب. أما بالنسبة إلى الديانة في مملكة الأنباط، يعتبر الآلة ذوالشرى على رأس مجموعة الآلهة، فهو الرب الأكبر الذي اتسم بطبيعة كوكبية متمثلة بالشمس، واشتهرت عبادة الإله ذوالشرى ولا سيما في مدينة البتراء، ومنها انتشرت عبادته إلى سائر الأنحاء.
ارسل أنتيغونس (306-301) جيشا يتكون من 600 فارس وأربعة آلاف من المشاة بقيادة «اثينيه» كي يحتل البتراء ويستولي على كنوزها. واستغل الرومان خروج الأنباط من بلدتهم في الأسواق المجاورة وانقضوا على المدينة ونهبوا ثروتها وهرع أحد الناجين وأبلغ الأنباط بالمأساة وعاد هؤلاء مسرعين ولحقوا بالجيش المعتدي الذي كان قد استسلم للنوم بسبب النعاس والتعب فقضوا عليه عن بكرة أبيه ولم يفلت منه إلا خمسون فارساً واستعادوا بذلك كل ما قد نهب من مدينتهم. وقد شهد عام 90 قبل الميلاد قيام معركة دامية بين عبيدة الأول ملك الأنباط والكسندر جانيوس على مقربة من شاطئ بحيرة طبريا الشرقي، فانتصر عبيدة واحتل جيشه المنطقة الجنوبية من سوريا (الأردن وجبل الدروز). وفي عام 87 ق م أراد انتيغونس الثاني عشر ديو نزيوس القضاء على مملكة الأنباط، فالتقى في مؤتة بجيش من عشرف آلاف رجل بقيادة الملك رابيل ولقي أنطيوخس حتفه في المعركة وتشتت جيشه ومات عدد كبير من أفراده جوعاً وعطشاً. وفي زمن الحارث الثالث (87-62 ق م) وصلت الجيوش النبطية إلى القدس وحاصرتها، كما وصلت إلى الشام، وقام أهل الشام بسك عملة جديدة تخليداً للملك العربي تحمل على أحد وجهيها صورة آلهة النصر واقفة وإحدى الآلهات جالسة على صخرة ينساب منها نهر إلهي كما وضعوا الكتابة التالية إطاراً تحت الصورة: «الملك الحارث». ضمت مملكة الأنباط إلى الامبراطورية الرومانية على يد القائد الروماني تراجان، وعندما احتلوا الرومان البتراء عاصمة المملكة النبطية وجدوا مملكة تمتد من الوجه وينبع جنوباً وتشمل مدائن صالح والعلا، وساحل البحر الأحمر وخليج أيلة (العقبة) وتيماء ودومة الجندل ووادي السرحان والجوف شرقا، ثم غربا تشمل سيناء، ووادي عربة، كما تشمل شرق الأردن حتى نهر اليرموك، والبادية الأردنية، وضواحي دمشق. أنها أول مملكة في تاريخ الأردن كانت تهيمن على الأردن القديم من الوجه والعلا إلى نهر اليرموك وهضبة الجولان، باستثناء صور وعكا وجنوب لبنان. بقيت مدينة البتراء شاهدة على آثار الأنباط في الأردن.

### البيزنطيون والرومان

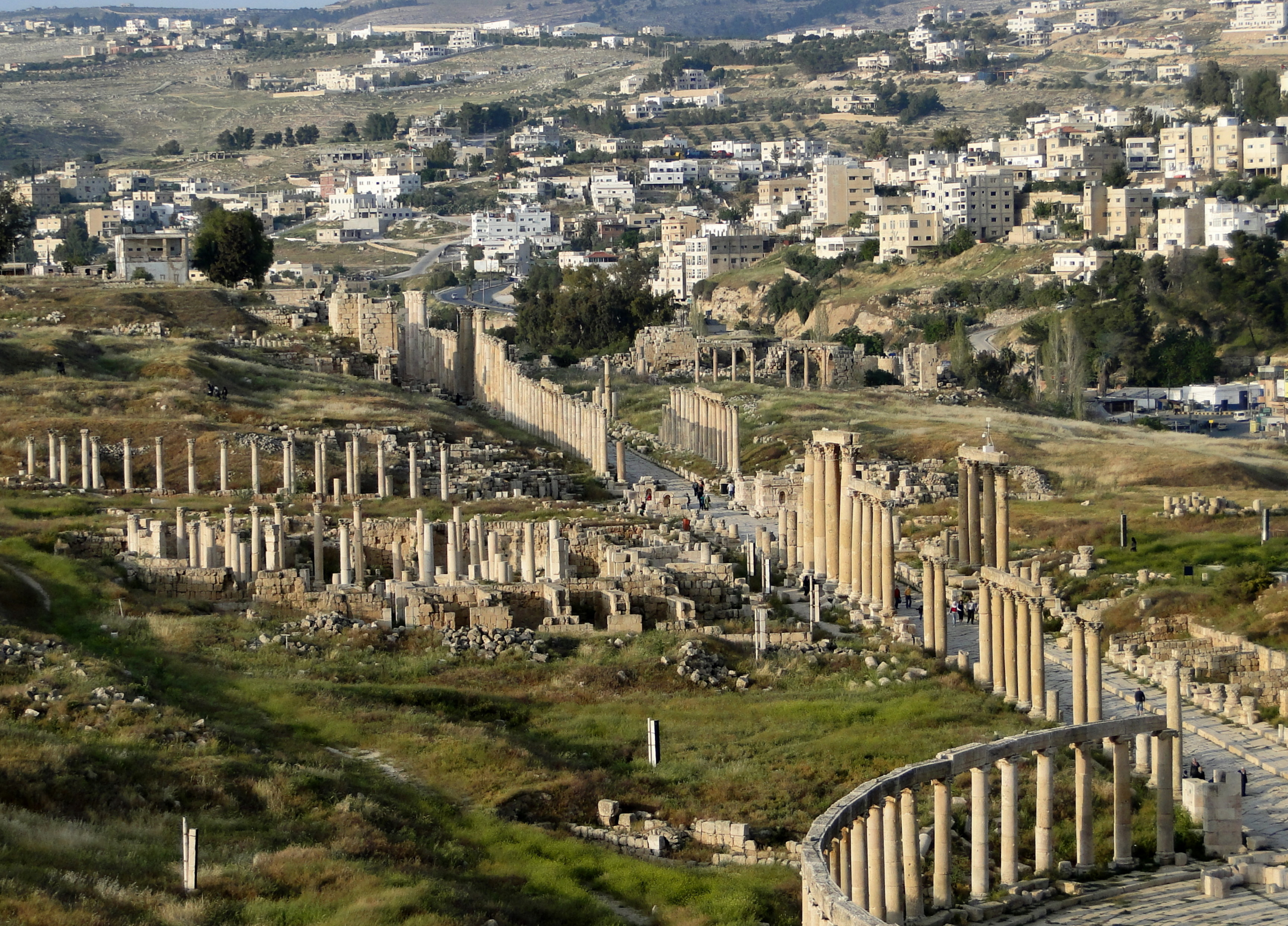
شارع الأعمدة (كاردو) في جرش الرومانية.

احتلت روما عام 63 قبل الميلاد الأردن وسوريا وفلسطين وبقيت المنطقة تحت السيطرة الرومانية طيلة أربعمائة عام. في تلك الأثناء تشكل اتحاد المدن العشر (الديكابوليس) خلال الحقبة الهلنستية وكان اتحاداً اقتصادياً وثقافياً فدرالياً. وضم الاتحاد إليه المدن اليونانية مثل فيلادلفيا (عمان)، جراسيا (جرش)، وجدارا (أم قيس)، وبيلا وأرابيلا (إربد) ومدن أخرى في فلسطين وجنوب سورياً. كان المتبع في تلك الأزمنة ان بعد كل انتصار يقوم فريق من عمال بناء الطرقات يصاحب الجيش بوضع أساس لبناء الطرق ولهذا تم بناء طريق تراجان الجديد والذي امتد من ميناء العقبة جنوباً حتى مدينة بصرى السورية. وانتشرت على هذا الطريق نقاط تفتيش وقلاع وأبراج مراقبة كما انتشرت مثيلاتها على طرق تجارية أخرى. وكانت عمان وجرش وأم قيس تحتوى على شوارع وآثار تمتاز بأعمدتها المزركشة. وساد بين سكان الأردن توتر ثقافي إذ أن معظم سكانها كانوا يتحدثون اليونانية وكانت لغة الغزاة اللاتينية والذين فرضوا استخدامها كلغة التداول وأرغموا السكان الأصليين على اتباع ديانة روما. لكن وعلى الرغم من هذا اتسمت تلك الحقبة الزمنية بالاستقرار والسلام وحدثت عدة تطورات هامة في البينة التحتية.
اما البيزنطيون أو الرومانيون الشرقيون فيعود تاريخهم إلى العام 324 ميلادية. عندما بنى الإمبراطور قسطنطين في ذلك العام القسطنطينية ٍأو مدينة استانبول الحالية وجعلها عاصمة الرومان الشرقية أو الامبراطورية البيزنطية. واعتنق الإمبراطور قسطنطين الديانة المسيحية عام 333 وكانت المسيحية قد انتشرت في الأردن وتطورت وأصبحت مدينة بيلا مركزاً للاجئين المسيحيين الفارين من القتل في روما. شهد الأردن أثناء الحكم البيزنطي أعمالآً إنشائية كثيرة إذ أن مدناً بنيت خلال العهد الروماني استمرت في ازدهارها وازدادت أعداد السكان في المنطقة زيادة كبيرة، كذلك أصبحت المسيحية ديناً مقبولاً في المنطقة وأخذت الكنائس تنتشر في طول البلاد وعرضها، وبنيت تجمعات من الكنائس الصغيرة في بعض المناطق بجانب مجموعة من المعابد الوثنية التي حولت هي أيضاً إلى كنائس.

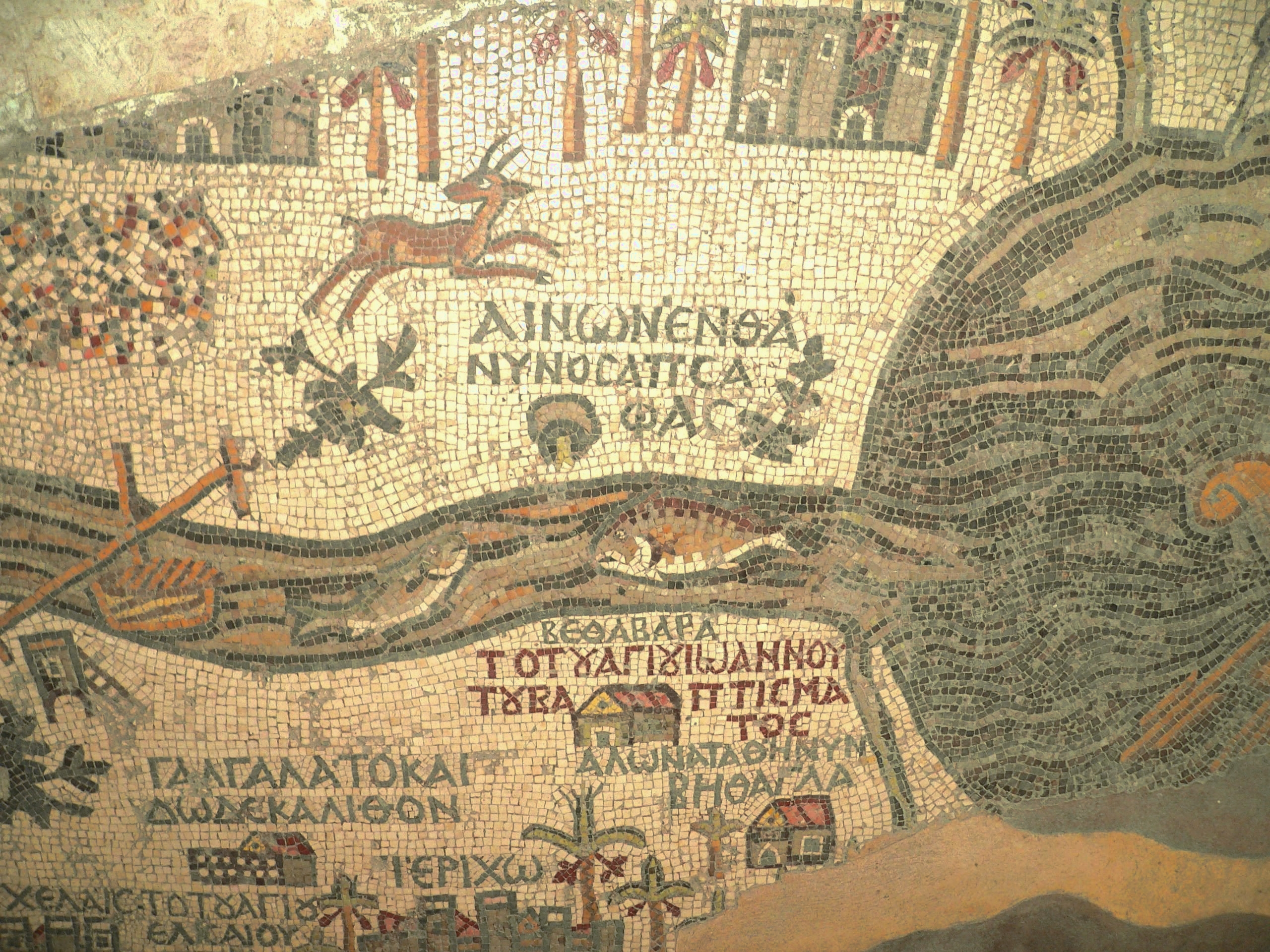
خريطة فسيفسائية في مادبا، تُعتبر الأقدم بوصفها للأراضي المقدسة.

كما ان عهد الإمبراطور جوستنيان (527-65 ميلادية) شهد بناء العديد من الكنائس البازيلية.ولعل أهم ما يشير إلى مدى الرخاء الذي عم تلك الفترة هو الأرضيات الفسيفسائية التي زينت أرضيات معظم كنائس تلك الفترة. وكانت اللوحات الفسيفسائية تصور الحيوانات والناس والمدن. ومدينة مادبا تحوي من تلك اللوحات الفسيفسائية وخاصة الخارطة الفسيفسائية المشهورة التي وضعت في القرن السادس الميلادي للأراضي المقدسة والمعروفة أيضاً بخارطة فلسطين الفسيفسائية وخارطة مادبا كذلك. وفي عام 542 ميلادية قضى الطاعون على معظم سكان الأردن وقضى الاحتلال الساساني عام 614 ميلادية على من تبقى منهم. وكان قد احتل الساسانيون الأردن وفلسطين وسوريا طيلة خمس عشر عاماً إلى أن استرجع الإمبراطور هرقل المنطقة برمتها عام 629 ميلادية لكنه لم يبق فيها طويلاً حيث انهى المسلمون حكمه.

### الغساسنة
حكم الغساسنة ستمائة سنة أي من أوائل القرن الأول الميلادي إلى ظهور الإسلام وكان أول ملوكهم «جفنة بن عمرو»، وامتد سلطانهم على قسم كبير من بلاد الشام مثل تدمر والرصافة في وسط سوريا والبلقاء والكرك في الأردن وإلى البحر، وكانت عاصمتهم بالجابية في الجولان.
لعل أكثر ما يبين درجات الحضارة التي شهدتها بعض المدن الأردنية في فترة البيزنطيين مثل مادبا، عدد الكنائس المزينة بالفسيفساء الرائعة التي خلفها البيزنطيون، وتحوي في داخلها أثمن وأروع اللوحات الفسيفسائية في العالم وأهمها خريطة مادبا الشهيرة التي تعود إلى القرن السادس الميلادي، وفي أقدم خريطة للأراضي المقدسة، والقدس بشكل خاص، وتشمل الخريطة الأماكن الواقعة بين بيبلوس (جبيل) ودمشق شمالاً إلى ثيبة في مصر جنوباً ومن البحر الأبيض غرباً إلى عمان والبتراء شرقاً.
في عام 542 قضى الطاعون على معظم سكان الأردن وقضى الاحتلال الساساني عام 614 على من تبقى منهم. وكان الساسانيون قد احتلوا الأردن وفلسطين وسوريا طيلة خمس عشر عاماً إلى أن استرجع الإمبراطور هرقل المنطقة برمتها عام 629 ميلادية لكنه لم يبقَ فيها طويلاً أمام تقدم الزحف الإسلامي، فكان هذا أول احتكاك بين العرب والروم حيث وجه النبي محمد حملة مؤتة (بقيادة زيد بن حارثة) ولكنها تعرضت للهزيمه. ثم تبعتها حملة تبوك التي خرج فيها النبي محمد بنفسه ولكنه لم يحدث فيها صدام خطير بين الطرفين. قبيل وفاة الرسول كان قد جهز حملة بقيادة أسامة بن زيد لمحاربة الروم، لكنه توفي قبل أن تبدأ الحملة. واصل المسلمون حملاتهم على بلاد الشام فتم توجيه عدد من الجيوش لفتحها منها جيش إلى الأردن وفلسطين ودمشق وقنسرين. واستطاع أبو عبيدة بن الجراح السيطرة على بصرى ثغر الشام الشرقي سنة 624. ورغم محاولات البيزنطيين استعادة السيطرة عليها لكنهم فشلوا بعد معركة أجنادين. أثارت هزيمة الروم في أجنادين حفيظة هرقل فقرر إرسال جيش لاستردادها، فعبر الجيش نهر الأردن وتقابل مع جيش المسلمين عند نهر اليرموك ودارت معركة عنيفة بين الطرفين هي معركة اليرموك، انتهت باثار عنيفة على الدولة البيزنطية، فبعد الخسارة في المعركة خسرت الدولة الأراضي الواقعة شرق نهر الأردن، ثم استسلمت دمشق بعد مقاومة. وبدأت المدن البيزنطية في الشام تتابع في السقوط الواحدة تلو الأخرى، فسقطت القدس ثم أنطاكيا ثم سوريا الشمالية كلها بيد المسلمين.

### العصور الإسلامية

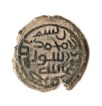
عملة من القرن الثامن الميلادي كتب عليها: (بسم الله ضرب في الأردن)

بقي الأردن تحت الحكم الروماني حتى مجيء الإسلام وانهاء الحكم البيزنطي على يد العرب المسلمين القادمين من شبه الجزيرة العربية. في الفترة 630 – 640 تحول الأردن إلى الإسلام وحدث ذلك بشكل رئيسي في عام 636 عندما هزم العرب المسلمون الجيوش البيزنطية في معركة اليرموك في الجزء الشمالي من الأردن، وفي معركة مؤتة الجزء الثاني قُتل على أرض الأردن ثلاثة من قادة المسلمين في بداية الفتح الإسلامي، زيد بن حارثة وجعفر بن أبي طالب وعبد الله بن رواحة وما تزال أضرحة هؤلاء القادة الثلاثة موجودة في الأردن. امتد الحكم الإسلامي حتى غطى سوريا وفلسطين والأردن ثم فتحت مصر عام 642 ميلادي التي كانت تحت الحكم البيزنطي. أما العراق فقط أصبح تحت الحكم العربي بدلا من الحكم الساساني الفارسي عام 640 ميلادي ولم تلبث بلاد فارس كلها أن تبعت الخلافة العربية الإسلامية واختفت بهذا ثاني أكبر إمبراطورية شرقية. امتدت الدولة الإسلامية الجديدة أثناء حكم الخلفاء الراشدين الذي امتد تسعة وعشرين سنة (632-661 ميلادي) من الأناضول وجبال القفقاس في الشمال حتى حضرموت في الجنوب ومن الهند في الشرق حتى سواحل البحر الأبيض المتوسط وطرابلس في شمال أفريقيا. وبقيت مدينة جرش شاهدة على اثار الحضارة الرومانية في الأردن.

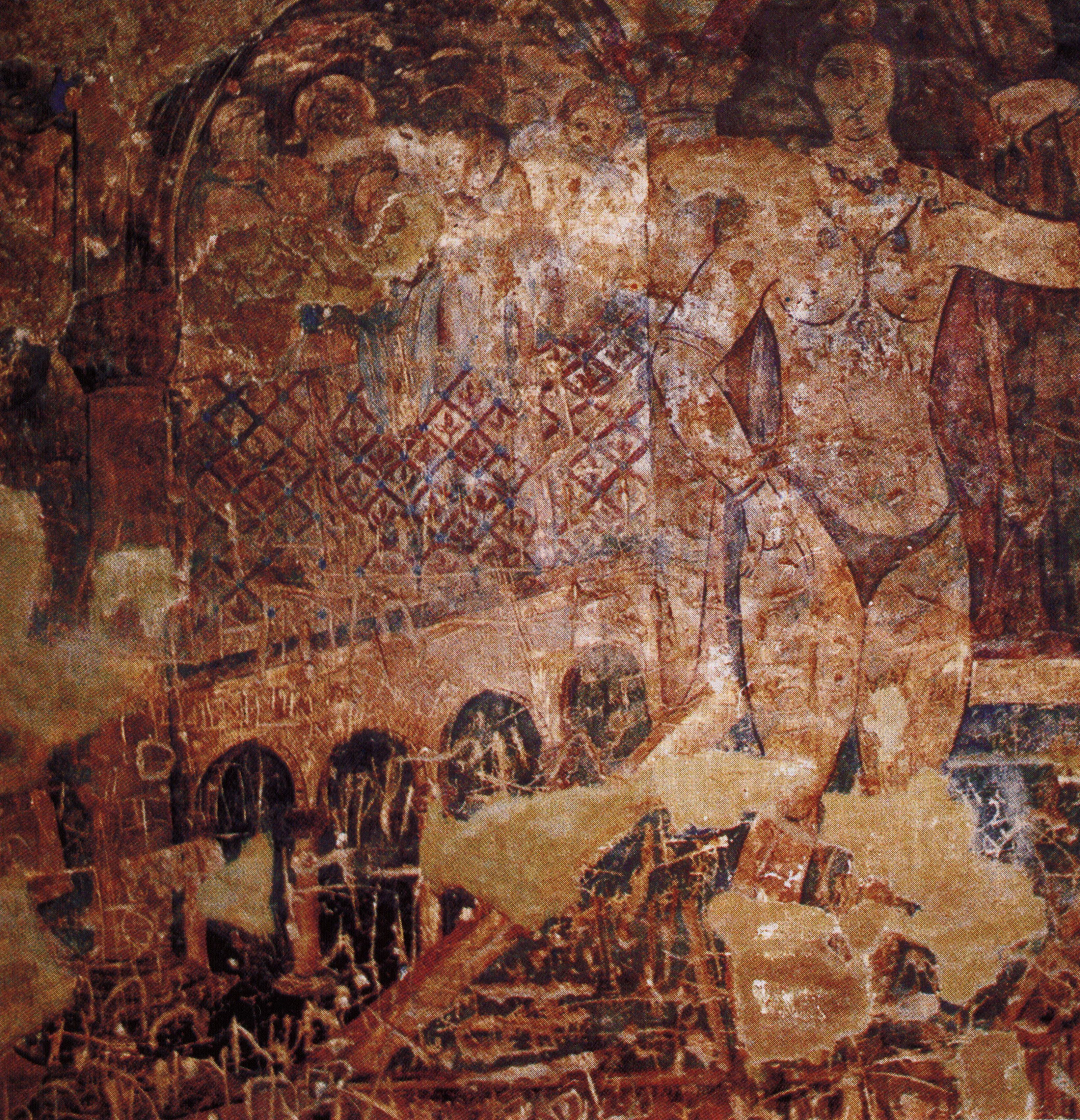
رسم جداري من قصر عمرة

أثناء الحكم الإسلامي قُسمت منطقة بلاد الشام إلى قطاعات عسكرية (تسمى اجناد) في عهد الخليفة عمر بن الخطاب فقُسمت بلاد الشام إلى قطاعات عديدة سمي كلا منها جند، ومن ضمنها جند الأردن. في عام 17 هـ 639 م عزم الخليفة عمر بن الخطاب على زيارة بلاد الشام، ولما وصل إلى سرغ (المدورة) لقيه أمراء أجناد الشام، واخبروه أن البلاد موبؤة بالطاعون فرجع إلى المدينة. وقد اشتدت وطأة الطاعون ببلاد الشام ومات به الكثير من أبو عبيدة عامر بن الجراح القرشي وضرار بن الأزور الأسدي ودفنا في غور الأردن، ثم توفي معاذ بن جبل ودفن في القصير بالشونة الشمالية. كما توفي بالطاعون يزيد بن أبي سفيان في دمشق. وشرحبيل بن حسنة الذي دفن أيضا بغور الأردن. فتولى الشام بعدهم معاوية بن أبي سفيان وكان معاوية من قبل على جند دمشق وبعلبك والبلقاء فشملت ولاية معاوية البلقاء والأردن والسواحل وإنطاكية وفيما بعد فلسطين إلى سنة 24 هـ ثم استقلت البلقاء عن دمشق بولاية بذاتها. بعد وفاة الخليفة عمر، اثر طعنه بينما كان يصلي بالناس في المدينة عام 23 هـ 644 م، تولى الخلافة بعده عثمان بن عفان، الذي استمر حكمه إلى عام 33 هـ 656 م، وقد بقي معاوية في زمن عثمان واليا على الشام. وبعد مقتل عثمان انتخب علي بن أبي طالب خليفة للمسلمين، وبعد أن قتل عبد الرحمن بن ملجم المرادي الخليفة علي بن أبي طالب، بايع الناس ابنه الحسن، إلا انه تنازل عن الخلافة لمعاوية.

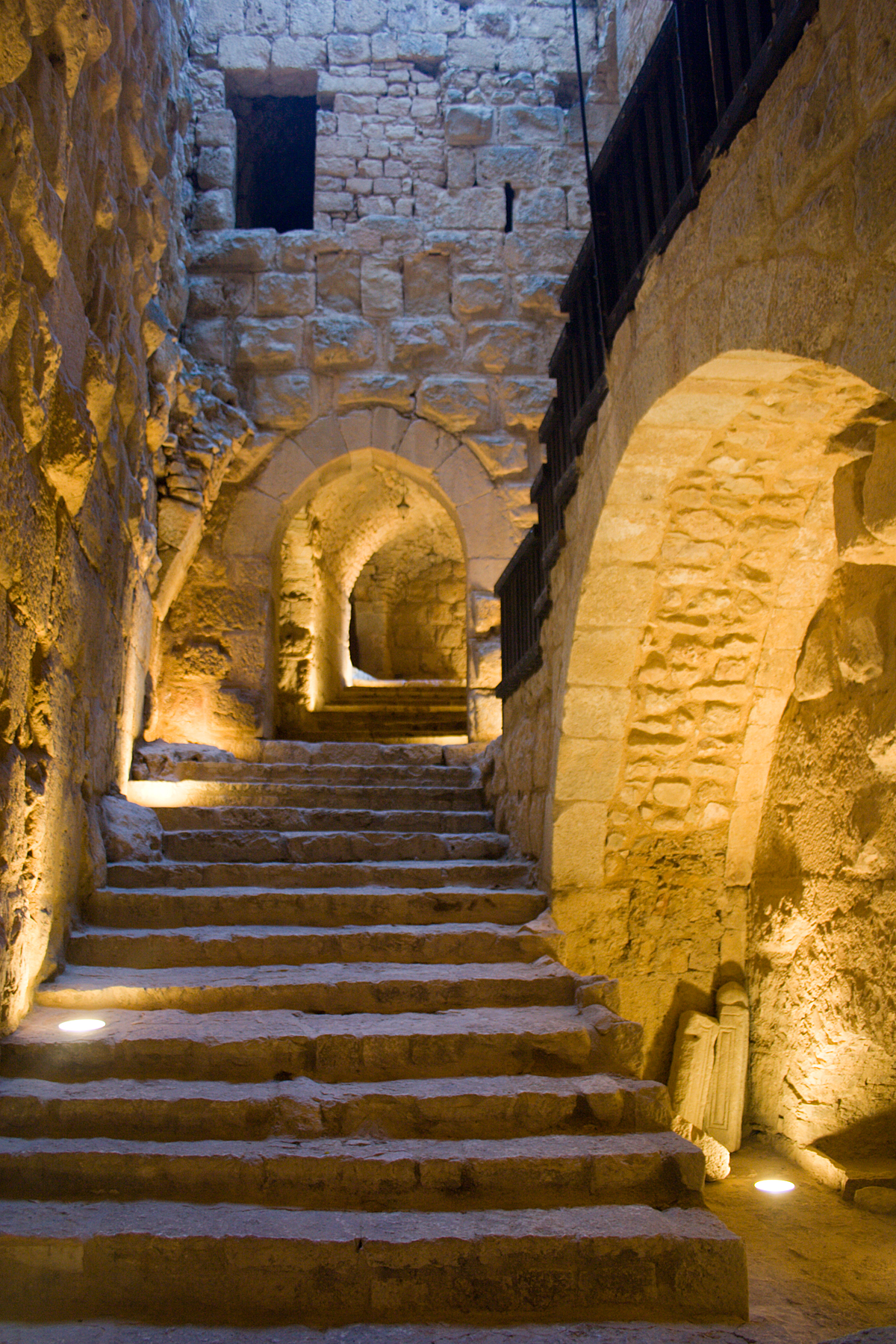
قلعة صلاح الدين في عجلون، استخدمها المسلمون لصد هجمات الصليبيين.

الدولة الأموية (660-750) أسس معاوية ابن أبي سفيان الدولة الأموية وجعل عاصمتها دمشق، عندما جاء الأمويون إلى دمشق وجدوا فيها اختلافاً جذرياً عن مدينتهم مكة وعاصمة الخلافة الراشدية المدينة. فقد وجدوا فيها الكنائس والمعابد الكبيرة. ووجدوا أن دمشق مدينة لها تاريخ وحضارة وتراث تعود أصولها إلى عهود قديمة مما دفعهم لجعلها عاصمة الحكم الإسلامي ومنطلقاً للحضارة الإسلامية الجديدة. ونظراً لقرب الأردن من عاصمة الحكم الإسلامي ولتمتعها بموقع جغرافي متميز باتت على مفترق طرق الحجاج القاصدين الديار المقدسة في مكة والمدينة. وازدهرت الحياة في الأردن، وبنيت المدن والقصور مثل قصر الحلابات وقصر الحرانة وقصر المشتى وقصر عمرة وغيرها وازدهرت التجارة واشتهر الخلفاء الأمويون بحبهم للصيد. كذلك حلت العملة العربية الإسلامية بدل العملة البيزنطية وحلت الكتابة العربية بدلا من الكتابة اليونانية وما لبثت اللغة العربية أن انتشرت وطغت على اليونانية وأصبحت اللغة الرئيسة المتداولة. وبقيت المسيحية منتشرة خلال القرن الثامن الميلادي. وبقي الوضع مزدهراً حتى أصاب البلاد الزلزال العنيف عام 949 حيث ساءت أوضاع البلاد بسبب الزلزال؛ ثم جاءت الدولة العباسية.
تأسست الدولة العباسية (750-1258 ميلادية) بعد القضاء على الدولة الأموية عام 750 ميلادية على يد أبي العباس الملقب بالسفاح. وسميت بهذا الاسم نسبة إلى العباس عم الرسول محمد. وكان أول عمل قام به أبو العباس هو نقل مقر الخلافة دمشق إلى بغداد. وكانت الدولة العباسية تضم آنئذ سوريا، فلسطين، الأردن، العراق، مصر، المغرب وبلاد فارس وأقساماً من آسيا الوسطى. وبانتقال عاصمة الخلافة إلى بغداد أصبح موقع الأردن هامشياً مقارنة مع الخلافة السابقة. وهجرت بالتالي قصور الصحراء التي بناها الأمويون لممارسة الصيد ولتكون محطات تقف عندها القوافل التجارية وقوافل الحجاج المتوجهة للديار المقدسة.
الدولة الفاطمية (909-1171 ميلادية) شهد القرنين العاشر والحادي عشر ازدياد نفوذ الفاطميين الذين حكموا مصر واستولوا عام 969 على الأردن. وبذل الفاطميون جهودهم لبسط نفوذهم على المناطق السورية المختلفة طيلة العقدين. وفي بداية القرن الثاني عشر الميلادي تعرضت بلاد الشام لهجمات الحملات الصليبية الشرسة والتي ألقت الأردن في أتون نيران حرب مستعرة. وكان الهدف من الحملات الصليبية تلك هو تخليص القدس البيزنطية من التهديد التركي الإسلامي. وأرسلت القسطنطينية آنذاك بصفتها معقل الدولة البيزنطية تطلب من أوروبا الدعم واستعادة القدس. وهكذا توحدت قوى الغرب وسُيّرت جيوشاً عام 1096 ميلادية.
وما لبث الصليبيون أن قرروا أن عليهم حماية الطرق المؤدية للقدس فبنى الملك بالدوين الأول خطاً من القلاع في عمود الأردن الفقري. ثم وحد بالدوين الأول سوريا ومصر تحت حكمه. لكن صلاح الدين الأيوبي أخرج الصليبين من القدس عام 1187 ميلادي بعد أن هزمهم في معركة حطين مما حرر البلاد من الوجود الأجنبي وخلص الأردن من السيطرة الأجنبية.
الأيوبيون والمماليك حكم الأيوبيون معظم سوريا ومصر والأردن لفترة امتدت ثمانين عاماً. هجم التتار على المنطقة عام 1258 ميلادي ونهبوا ودمروا كل مدينة مرت جيوشهم فيها. لكن السلطان الظاهر بيبرس هزمهم في عام 1260 في موقعة عين جالوت. ازدهر الأردن في العهد الأيوبي والمملوكي واتحد مع مصر وسوريا واحتل موقعاً بارزاً بين جاراته. وأعيد بناء حصونه وخاناته كي ينزل فيها الحجاج وهم في طريقهم ألى مكة والمدينة ومن أجل تعزيز منعة طرق التجارة الاتصالات. كذلك ازدهر في الأردن في هذا العهد وفي وادي الأردن بالذات حيث أنشأت محطات تنقية السكر المدارة بواسطة الماء. تعرضت المنطقة لهجمة جديدة للتتار في عام 1401 ميلادية، مما تسبب إضافة لضعف الحكومات وانتشار الأمراض في بعض المناطق إلى ضعف المنطقة كلها. وما لبث الأتراك العثمانيون أن هزموا المماليك عام 1516 وبهذا أصبحت الأردن جزءا من الامبراطورية العثمانية وبقيت هكذا طيلة 400 عام.

### الامبراطورية العثمانية

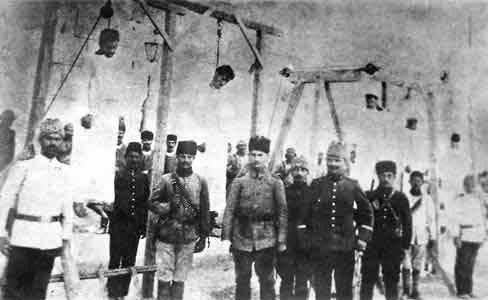
جمال باشا السفاح الذي علق أحرار العرب على المشانق, ساحة المرجة يوم 6 مايو 1916

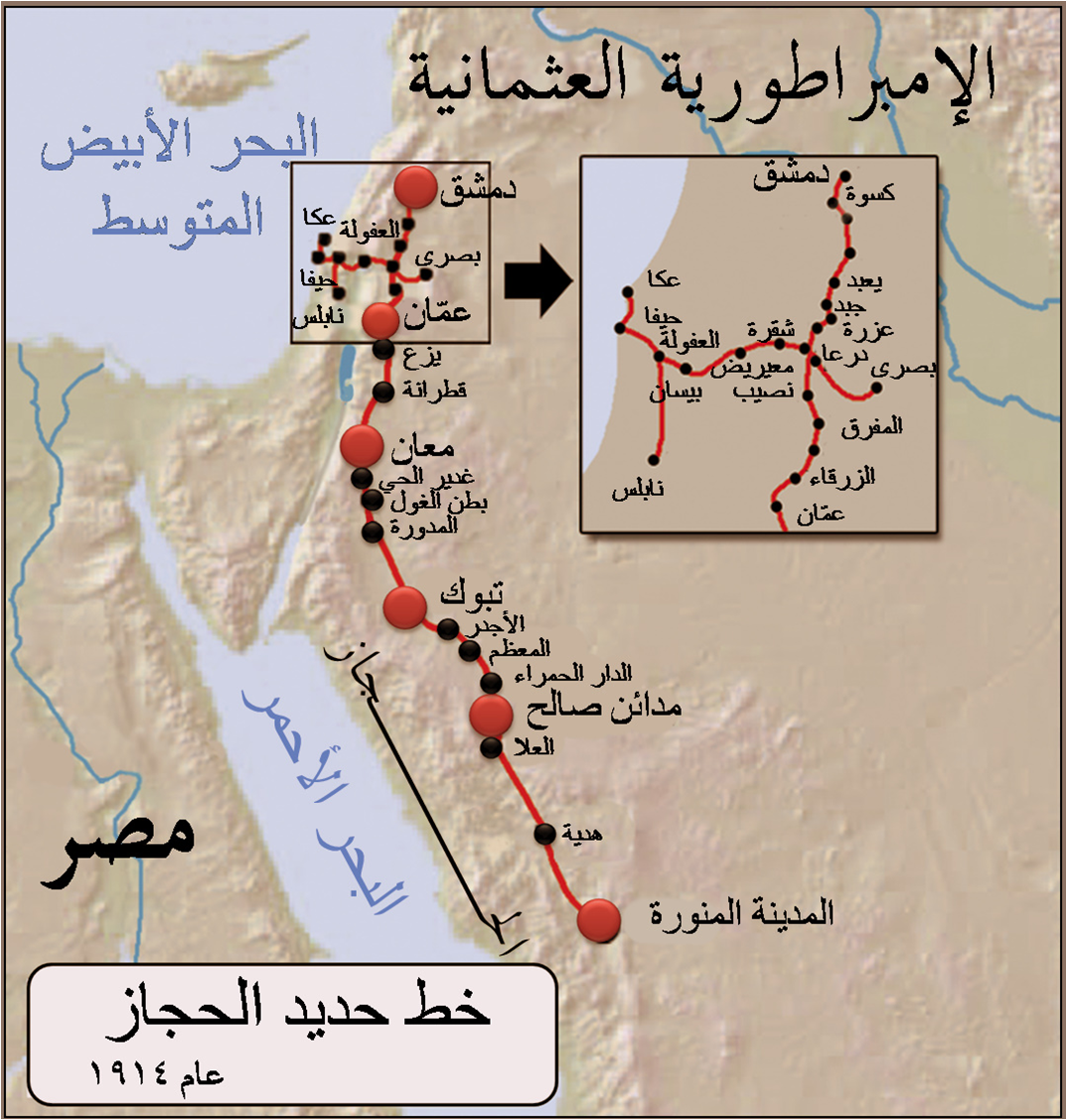
خط حديد الحجاز, كانت أهم الأعمال التي قام بها العثمانيون في الأردن 1916

دخل الأردن تحت الحكم العثماني في أعقاب هزيمة المماليك أمام العثمانيين عام 1516 في معركة مرج دابق. وقسمت الدولة العثمانية بلاد الشام إلى ثلاث سناجق أو ولايات هي؛ دمشق، حلب، وطرابلس. وكانت شرقي الأردن تتبع لدمشق وقد حكم العثمانيون شرقي الأردن اسميا، حيث عانى الأردن من الركود طيلة حكم العثمانيين بسبب كون اهتمام العثمانيين منصباً على حماية الطرق التي تسلكها قوافل الحجاج في طريقها إلى مكة والمدينة وذلك من اعتداء القبائل التي تعيش في الصحراء وتزويد تلك القوافل بالطعام والماء. في عام 1591 استبدلت السناجق بالايالات فكان شرقي الأردن يتبع لايالة شام شريف، وفي القرن الثامن عشر أصبحت إربد وعجلون تتبع للإمارة الزيدانية في قرية 'تبنة' من عام 1760- 1775 م تحت حكم أحمد ظاهر عمر الزيداني، ثم سيطر على البلاد أحمد باشا الجزار حاكم عكا من 1776- 1804 م. وفي القرن التاسع عشر سيطرت القبائل البدوية على منطقة شرق الأردن. انشأ العثمانيون إمارة للحج وانشأوا القلاع في شرقي الأردن للحفاظ على امن الحجاج مثل قصر الضبع، قصر قطرانه، وقلعة الحسا. وقد استمر ارتباط الأردن بدمشق إلى الحملة المصرية عام 1831, عندما أرسل والي مصر محمد علي باشا ابنه إبراهيم باشا إلى بلاد الشام على رأس قوة تمكنت من الانتصار على جيش العثمانيين والسيطرة على بلاد الشام. لكنه انسحب منها طوعا عندما اجتمعت بريطانيا، روسيا، النمسا، والدولة العثمانية في عام 1840, ووجهت لمحمد علي باشا إنذار لسحب جيشه من بلاد الشام وفرض عليه البقاء داخل مصر والسودان فقط، وكان هذا خوفا على مصالحها هناك. وبعد انسحاب إبراهيم باشا وجيشه من البلاد أصبحت شرقي الأردن بلا حكومة خلال الفترة من 1841- 1849 وتركت الدولة العثمانية البلاد للزعامات المحلية وجعلتها تابعة اسميا لولاية سورية.
خلال الفترة من 1864-1908 دخلت البلاد الدور الثاني من الإدارة العثمانية، وصدر خط همايوني، والتنظيمات الخيرية، وصدر قانون الولايات عام 1864 م متأثرا بالنظام الفرنسي. حيث قسمت الدولة إلى 27 ولاية وألغيت الايالات، وقسمت كل ولاية إلى سناجق واقضية ونواحي وقرى. يرأسها متصرفون وقائمقامون ومدراء نواحي ومخاتير. وكذلك أجريت انتخابات مجلس المبعوثان، حيث فاز فيها 16 مبعوث (نائب) عربي. وفي عام 1865 أعيد تشكيل ولاية سورية إلى 8 ألوية منها في شرقي الأردن؛ لواء البلقاء، ولواء حوران، ناحية الرمثا، قضاء عجلون، قضاء السلط، ثم شكل لواء الكرك عام 1892 م، حيث كان قضاء من 1868 م، وقضاء معان 1870 ضمن لواء البلقاء. أنشئت سكة حديد الحجاز عام 1900 من دمشق ووصلت عمان في 1902 وفي عام 1908 وصل أول قطار إلى المدينة المنورة حيث كانت المسافة بين دمشق والمدينة 1320 كم كان 420 كم منها يمر عبر شرقي الأردن. في عام 1908 م أرغم السلطان عبد الحميد على إعلان الدستور. ثم ما لبث أن اجبر الاتحاديون السلطان على التنازل عن الحكم عام 1909 واعتقلوه، وعينوا بدلا منه السلطان محمد رشاد باسم محمد الخامس.

كانت الأردن تابعة لولاية الشام أيام العثمانيين

منذ القرن التاسع عشر كانت الدولة العثمانية تعيش مرحلة من التدهور والانحطاط السريع ومن جميع الجوانب، فمن ناحية كان الاقتصاد منهارًا وقد اعترف الصدر الأعظم بإفلاس الدولة مرتين ما جعلها مضطرة للاستدانة من البنوك الأوروبية بفوائد مرتفعة، وفقد القرش العثماني 78% من قيمته بين عامي 1814 و1839، وعانت بلاد الشام على وجه الخصوص من انعدام الأمن بين المدن ما ساهم في تقليص حجم التجارة الداخلية، كما انهارت الزراعة مشفوعة بهجمات قطاع الطرق على القرى والعوامل الطبيعية المختلفة فضلاً عن الضرائب الزراعية الباهضة، أما نظام الامتيازات الأجنبية الذي فتح المجال أمام البضائع الأوروبية باجتياح الأسواق المحليّة، يعتبر مسؤولاً عن انكماش الموارد المالية للسلطنة واندثار الحرف وتراجع الصناعات الزراعية والخزفيّة، وهجرة السكان فضلاً عن ازدياد الضرائب العامة، حتى بلغ معدل ارتفاعها ثلاثة عشر مرة على الفرد الواحد. ويتفق المؤرخون أن هذا الواضع البائس لم يدفع القصر السلطاني على ضبط نفقاته التي كانت تساوي ثلث واردات الدولة، أو تقليص مصاريف الجيش أو تفادي الحروب المتكررة التي يدخل بها. هذا الوضع أدى إلى تفجّر عدد من الثورات فاندلعت انتفاضة حلب عام 1850 وانتفاضة حوران عام 1852 وكسروان عام 1854.
يضاف إلى ذلك كلّه تفشي الأمية والجهل في الولايات الشامية خلال تلك الحقبة، فيقول المؤرخ محمد أبو عزة، أنه يندر أن تجد في الحي إلا أفرادًا قلائل يجيدون القراءة والكتابة، ويذكر أن الشيخ طاهر الجزائري قد كتب أن أهالي دمشق لا يدرون أنهم لا يدرون. أما إدارة ولايات الشام العثمانية، فكانت تسند في الغالب لولاة أتراك وغالبًا بدافع إبعادهم عن العاصمة إسطنبول للحد من نفوذهم السياسي، كما حصل مع مدحت باشا الذي تولّى العراق ثم الشام، أو لقاء محسوبيات وحفاظًا على توازنات عائليّة خاصة كما حصل مع ولاة آل العظم، والأمر نفسه ينطبق على السناجق والمتصرفيات وغيرها من التقسيمات الصغرى. أما النسيج الاجتماعي آنذاك، فكان يقوم على التمييز بين الإقطاعيين وطبقات الشعب الكادحة من جهة، وبين مختلف الطوائف من جهة ثانية، وقد عانى الأردن بشكل عام من الإهمال الذي أصاب تطور بنيته التحتية في العهد العثماني وكان ذلك يتعلق بعدة جوانب منها الأعمال الإنشائية للدولة العثمانية والتي كانت تقام إذا كانت ذات مدلول ديني فقط وبناء على هذا بنت قصر القطرانة لأنه يحمي قوافل الحجاج أما معظم المدارس والمستشفيات والحمامات والآبار ودور الأيتام فبقيت مهملة جداً. وكان أهم الأعمال والمشاريع الإنشائية في ذلك الزمن مشروع إنشاء خط سكة حديد الحجاز الذي كان يبدأ من دمشق حتى المدينة المنورة. لكن أصبحت سكة الحديد أداة مفيدة لنقل الجيوش العثمانية والتموين لتصل قلب الأراضي الحجازية، وبتالي تعرضت السكة لهجمات عديدة وجهت إليها خلال الثورة العربية الكبرى.

### التاريخ المعاصر

#### الثورة العربية الكبرى

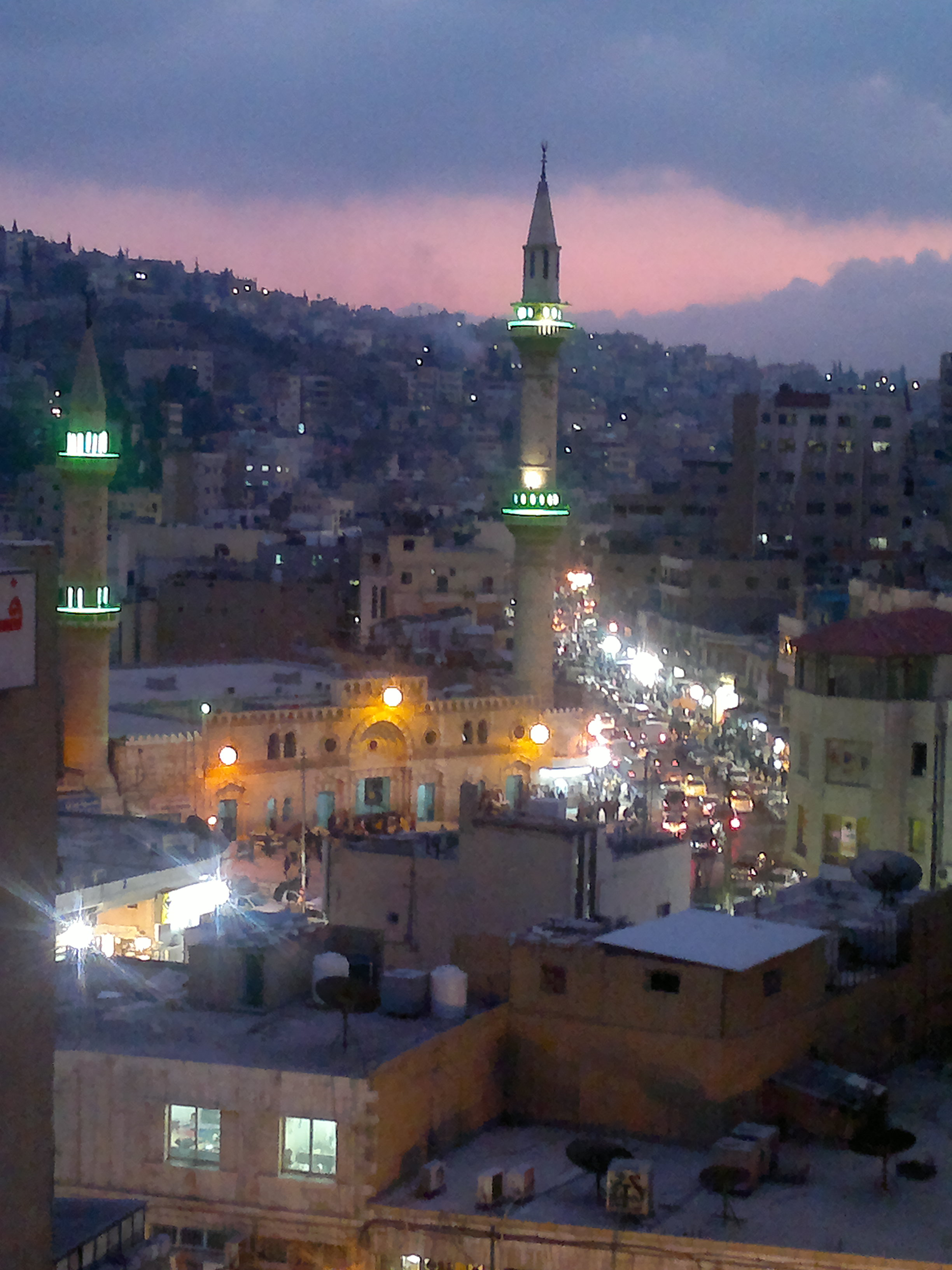
المسجد الحسيني أقدم مساجد عمّان، وشاهد على تأسيس إمارة شرق الأردن.

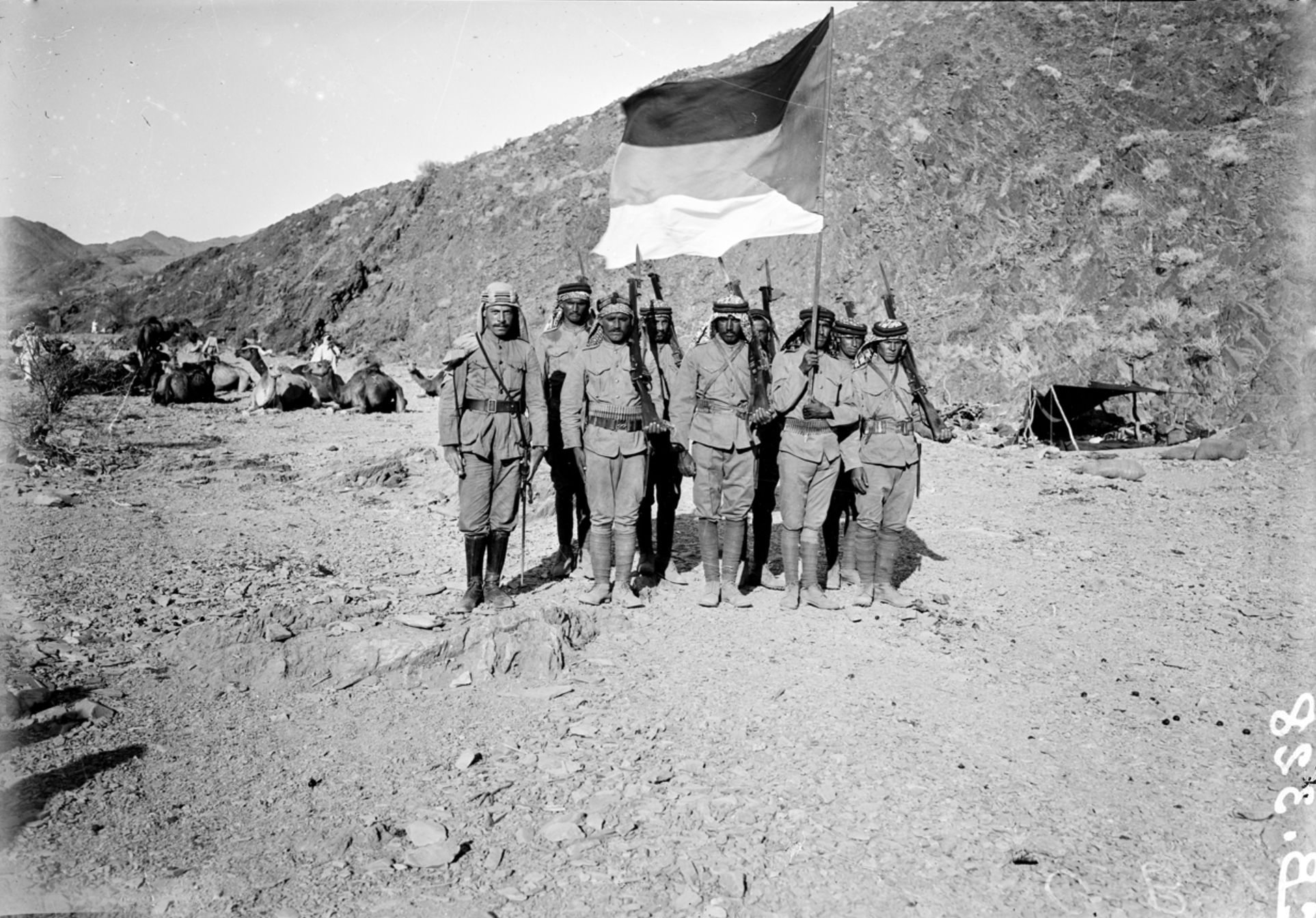
جنود في الجيش العربي خلال الثورة العربية بين عامي 1916-1918، تحمل علم الثورة العربية.

أعلنت الحرب العالمية الأولى في تموز 1914 بين الحلفاء ودول المحور،  وفي 2 أغسطس 1914 صدر قرار الحكومة العثمانية بالتعبئة العامة، وفي 5 تشرين الثاني/نوفمبر أعلنت الدولة رسميًا وقوفها إلى جانب ألمانيا في الحرب، ثم صدر في 7 نوفمبر فتوى شيخ الإسلام بوجوب الجهاد. كان ما يعرف باسم «الجيش الرابع» العثماني المكون من فيصلين رئيسيين، مرابضًا في دمشق تحت قيادة زكي باشا الحلبي، ولكونه عربيًا ومناهضًا للتحالف مع ألمانيا استدعي إلى إسطنبول، وعيّن والي أضنة جمال باشا الملقب «بالسفّاح» حاكمًا عسكريًا ومدنيًا على عموم بلاد الشام وبصلاحيات واسعة، وهو أحد أعضاء حزب الاتحاد والترقي.
في أكتوبر 1914 دخلت الدولة العثمانية الحرب إلى جانب ألمانيا، حين قام أسطولها بقصف الموانئ الروسية على البحر الأسود،  أعلنت روسيا الحرب على الدولة العثمانية في 2 أكتوبر 1914 وبعد ثلاثة أيام أعلنت إنجلترا وفرنسا الحرب على الدولة العثمانية.
 قام الإتحاديون بتطبيق سياسة التتريك والطورانية، على الأسس العنصرية، وكانت هذه إساءة لحكم الشعوب الخاضعة للدولة العثمانية، ومنهم العرب حيث أنه أعتمد القومية التركية وتخلى عن الإسلام الجامع بين العثمانيين والعرب، وقام الإتحاديون بعزل السلطان عبد الحميد سنة 1909 نهائياً، وهو صديق العرب ومقرِّبهم إليه والمعتمد عليهم في مواجهة أطماع القادة التُّرك المتعصبين، مما جعل العرب ينقمون عليهم عامة، وخاصة بعد تبنيهم سياسة تتريك الشعوب غير التركية في دولتهم. طلب العرب من الدول العثمانية منحهم الاستقلال الذاتي وجعل اللغة العربية لغة رسمية في الولايات العربية وذلك لحصر التجنيد في الشبان العرب وذلك كما جاء في مقررات المؤتمر العربي في باريس عام 1913 ولكن العثمانيون رفضوا تلبية مطالب العرب. في هذه الأثناء كان الوطنيون العرب الذين أسَّسوا جمعياتهم القومية، وخاصة العربية الفتاة في دمشق حيث كان أعضاءها وأعضاء جمعية العهد، يفكرون بالاستقلال التام للبلاد العربية ضمن إطار مملكة تضم بلاد الشام والعراق وشبه الجزيرة العربية، كان ذلك نتيجة التراكمات التاريخية للعلاقات المتوترة بين الجمعيات العربية والسلطات العثمانية عمومًا والاتحاد والترقي على وجه الخصوص، ويقول المؤرخ جوج أنطونيوس أن المجتمع الدمشقي بجميع أطيافه كان مؤيدًا للثورة، بما في ذلك العلماء من أمثال بدر الدين الحسني كبير علماء دمشق. غير أن الجمعيات السياسية رفضت أي تدخل من جانب بريطانيا أو مساعدة من الحلفاء، وبحثت عن نصير داخلي يتبنى قضيتها فاتصلت بوالي الحجاز حسين بن علي الهاشمي عن طريق أحد أعضائها المدعو نسيب البكري، حول دعم الشريف الحسين للثورة بما له من مكانة سياسية ودينية بارزة، مقابل توليه عرش المملكة العربية المزمع تشكيلها.
تردد الحسين في قبول طلب الجمعيات، لكنه أرسل ابنه فيصل إلى دمشق فوصلها يوم 26 مارس 1915 ومكث بها أربع أسابيع قبل أن يغادرها إلى إسطنبول وعلى طريق عودته إلى مكة الكرمة استقرّ في دمشق فترة زمنية أخرى اتصل بها بقادة الجمعيات، وأتفق معهم على قيام الثورة بقيادة والده، وكان الهدف ممَّا سُمَّي بميثاق دمشق، تأسيس دولة عربية واحدة من جبال طوروس إلى البحر العربي ومن البحر الأحمر حتى الخليج العربي يكون الشريف حسين رئيسها،  وحدث ذلك بينما كان جمال باشا يعدم الوطنيين ومنهم الضباط العرب. ثم عاد إلى مكة في 20 حزيران/يونيو 1915 قدّم لوالده تقريرًا حول وضع الدولة العثمانية وإعلان الحرب عليها.

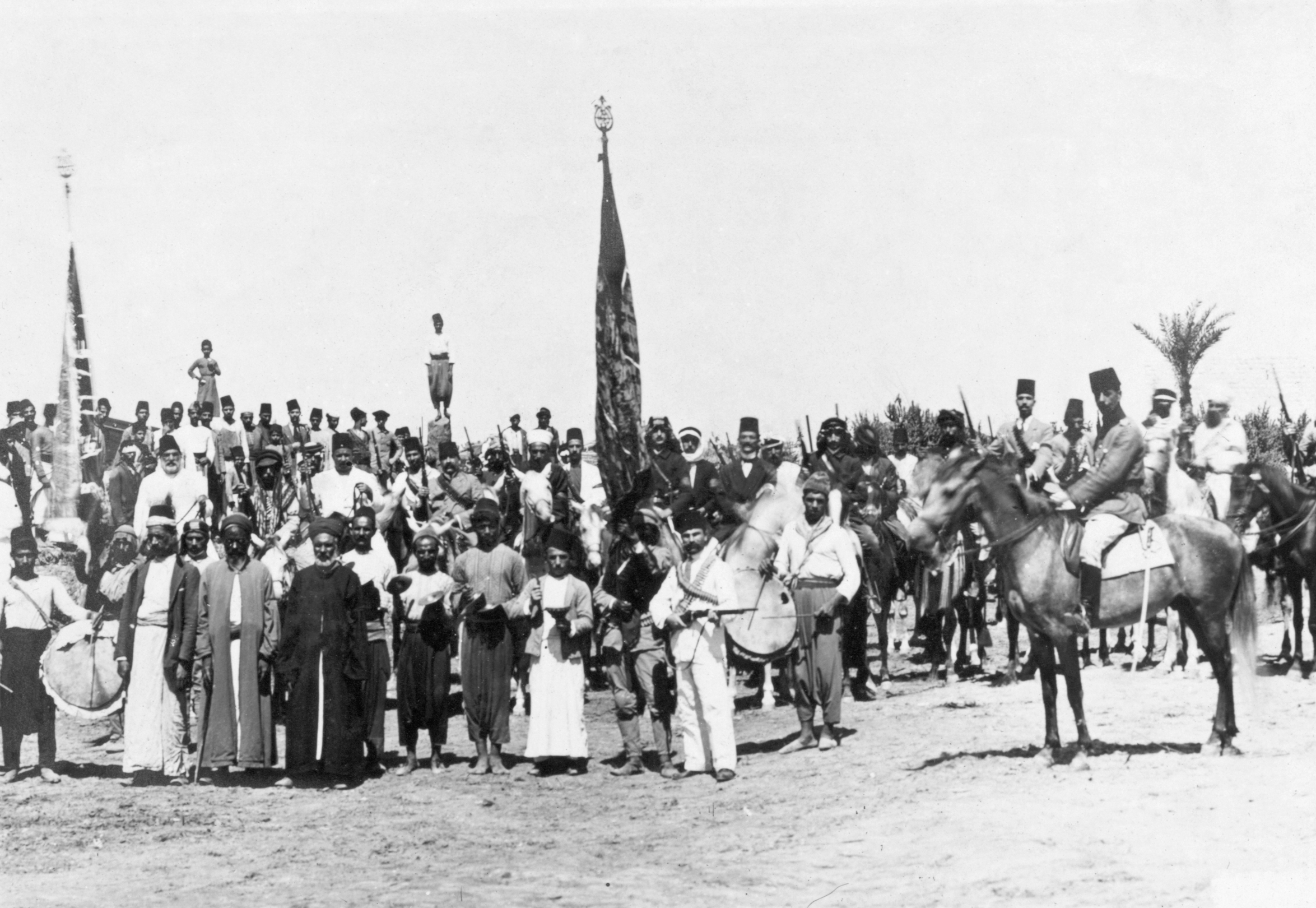
مجمع التطوع في الجيش العثماني قرب طبريا (1914 م)

سيستغرق الشريف حسين حوالي عام في دراسة موقفه من الثورة، خلال هذا الوقت كان تسلّط جمال باشا قد بلغ شأنًا عاليًا،  ولحق بطشه بجميع وجهاء وأعيان الجمعيات العربية في دمشق واعتقل أغلب رموزها من أمثال شكري القوتلي وفارس الخوري وغيرهما، وترافقت الاعتقالات مع التعذيب وقوافل الإعدام، وقد لقّب جمال باشا «بالسفّاح» من حينها. وعندما زار فيصل دمشق للمرة الثالثة في كانون الثاني/يناير 1916 كان المناخ مؤاتيًا جدًا للثورة ومن جميع الاتجاهات.
كانت بريطانيا عاجزة عن تحقيق نصر حاسم على العثمانيين طوال عام 1915 بل إنها تلقت هزيمة نكراء في معركة غاليبوي، وانسحبت من منطقة المضائق التركية، وكذلك تلقت هزيمة أخرى في الكوت التابعة للعراق في نيسان/أبريل 1916. دفعت هذه الهزائم بريطانيا عن طريق مفوضها في مصر هنري مكماهون مراسلة الشريف حسين بهدف حضّه على إعلان الثورة على الدولة العثمانية؛ طالب الشريف حسين بدولة عربية برئاسته لكن أجوبة مكماهون كانت غامضة وغير حاسمة، سوى ذلك فإن الإنكليز لم يكونوا يعرفوا شيءًا عن الجمعيات السرية الناشطة في دمشق بل اعتبروا الشريف حسين يفاوض بمطامع شخصية، لإقامة دولة عربية يصبح خليفتها. انتهت مراسلات الحسين مكماهون في 30 كانون الثاني/يناير 1916 ولم يحرك ساكنًا لإطلاق الثورة، ثم أوفدت الحكومة الفرنسية إلى مصر وزير خارجيتها جورج بيكو فوصلها يوم 9 شباط/فبراير 1916 وبدأ مفاوضات مع المندوب الجديد في مصر مارك سايكس حول تنفيذ مقررات مؤتمر سان بطرسبرغ، الذي عقده الحلفاء، ولد بنتيجة المفاوضات اتفاق سايكس بيكو يوم 16 أيار/مايو 1916، ونصّ على منح سوريا ولبنان وكيليكيا ولواء إسكندرون لفرنسا مقابل دعم الجيش الفرنسي لبريطانيا.

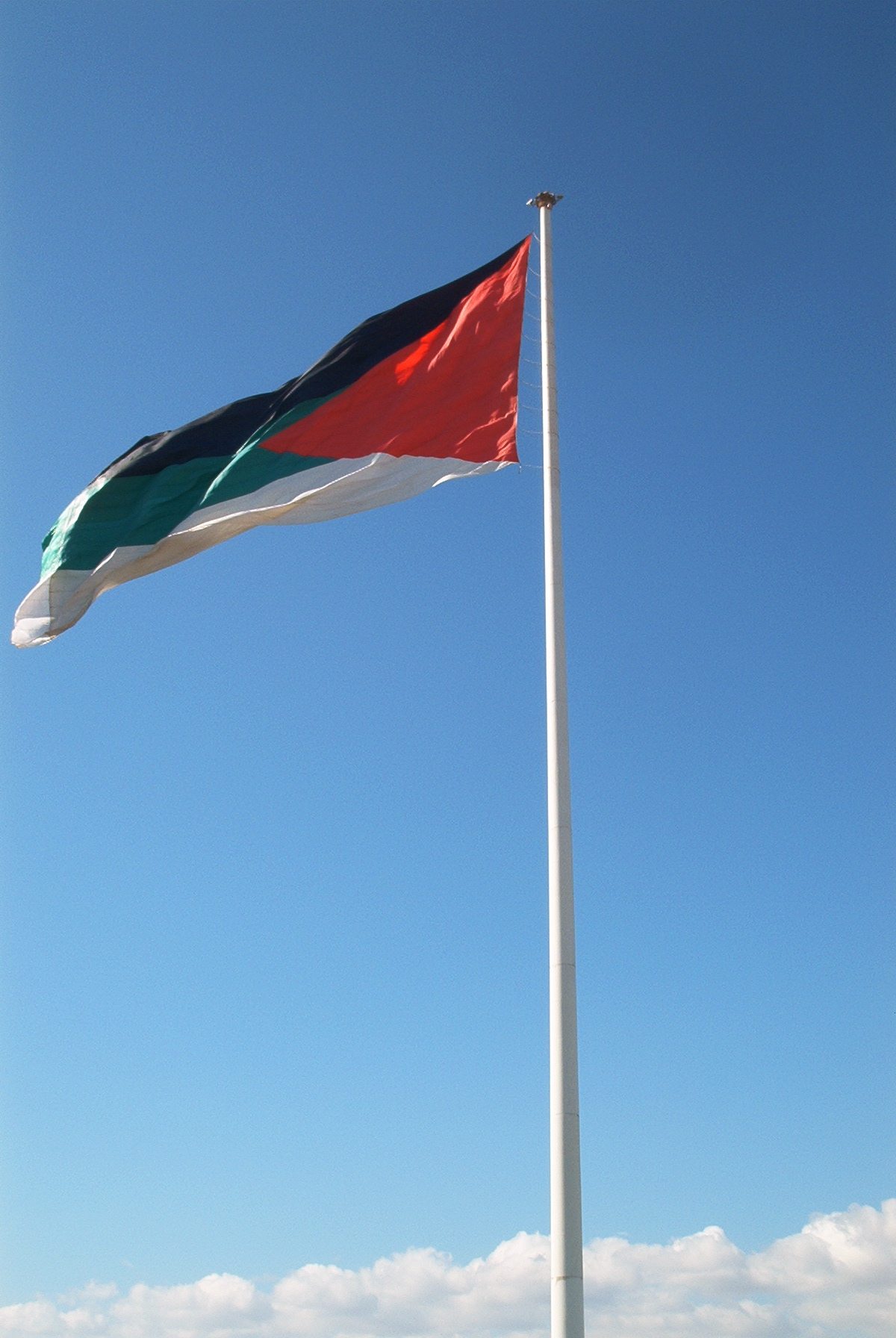
سارية علم العقبة تحمل علم الثورة العربية الكبرى، 2006

في 6 أيار/مايو 1916 كان جمال باشا قد أقدم على إعدام أربعة عشر رجلاً من وجهاء سورية في بيروت ودمشق فكانت تلك أكبر قافلة للإعدام، وشكّلت محفزًا لفيصل لإعلان الثورة، فتوجّه إلى مكة ومنها أعلن ثورة العرب على الحكم العثماني يوم 10 حزيران/يونيو 1916 ومعه ألف وخمسمائة جندي وعدد من رجال القبائل المسلّحة، ولم يكن لجيش فيصل مدافع فقدّمت له بريطانيا مدفعين ساهما في تسريع سقوط جدة والطائف وتوجه منها إلى العقبة حيث بدأت المرحلة الثانية من مراحل الثورة رسميًا أواخر عام 1917،  مدعومة من الجيش البريطاني الذي احتلّ القدس في 9 كانون الأول/ديسمبر 1917 وقبل نهاية العام كانت جميع أراضي سنجق القدس تحت الحكم البريطاني. أما جيش فيصل فكان ينمو باطراد إذ انضم إليه ألفي جندي مع أسلحتهم بقيادة عبد القادر الحسيني قادمين من القدس كما انضم أغلب رجال قبائل تلك الأصقاع إلى الثورة. اشتبكت القوات العربية مع القوات العثمانية في معركة فاصلة قرب معان وأسفرت المعركة عن شبه إبادة للجيش السابع التركي وكذلك الجيش الثاني، وسقطت معان في 23 أيلول/سبتمبر 1918 تلتها عمان يوم 25 أيلول/سبتمبر ثم درعا يوم 27 أيلول/سبتمبر، وقبلها بيوم، أي في 26 أيلول/سبتمبر كان الوالي العثماني وجنده قد غادروا دمشق إيذانًا بزوال حكم العثمانيين عنها. في 8 أكتوبر 1918 دخل الجيش الإنكليزي إلى بيروت وفي 18 أكتوبر خرج العثمانيون من طرابلس وحمص وفي 26 أكتوبر 1918 دخلت قوات الثورة العربية والحلفاء إلى حلب، وأبرزت هدنة مودروس في 30 أكتوبر 1918، والتي نصت على استسلام جميع القوات العثمانية وقبول الدولة العثمانية تخليها عن بلاد الشام والعراق والحجاز وتهامة وعسير واليمن نهائيًا.

#### المملكة العربية السورية
بعد زوال الحكم العثماني، تشكلت حكومة مؤقتة برئاسة علي رضا الركابي، وفي يونيو 1919 أصبح المؤتمر السوري العام بمثابة برلمان بلاد الشام، وهو ما كرّسه في إعلان استقلال بلاد الشام باسم «المملكة السورية العربية» في 8 مارس 1920، غير أن الحلفاء رفضوا الاعتراف بالدولة الوليدة، وبهذا تكون بريطانيا قد نقضت عهودها مع الشريف الحسين وأبرامها مع فرنسا إتفاقية سايكس بيكو التي نصت على توزيع الأقاليم العثمانية بين الأوربيين، وفي مؤتمر سان ريمو عام 1920 نالت فرنسا حق الانتداب على سوريا ولبنان، وأخذت بريطانيا حق الانتداب على العراق وفلسطين فقامت بريطانيا بتقسيم المنطقة التي خضعت لها إلى قسمين، الأراضي التي تقع غرب نهر الأردن وسميت فلسطين والتي قطعت بريطانيا على نفسها وعدا بإنشاء وطن قومي لليهود فيها،  والمنطقة الواقعة شرق نهر الأردن والتي سميت شرق الأردن الذي عينت بريطانيا الأمير عبد الله حاكماً عليه في عام 1921, وكان منه إنشاء إمارة شرق الأردن تحت حكم الهاشميين.

#### الانتداب البريطاني على شرق الأردن

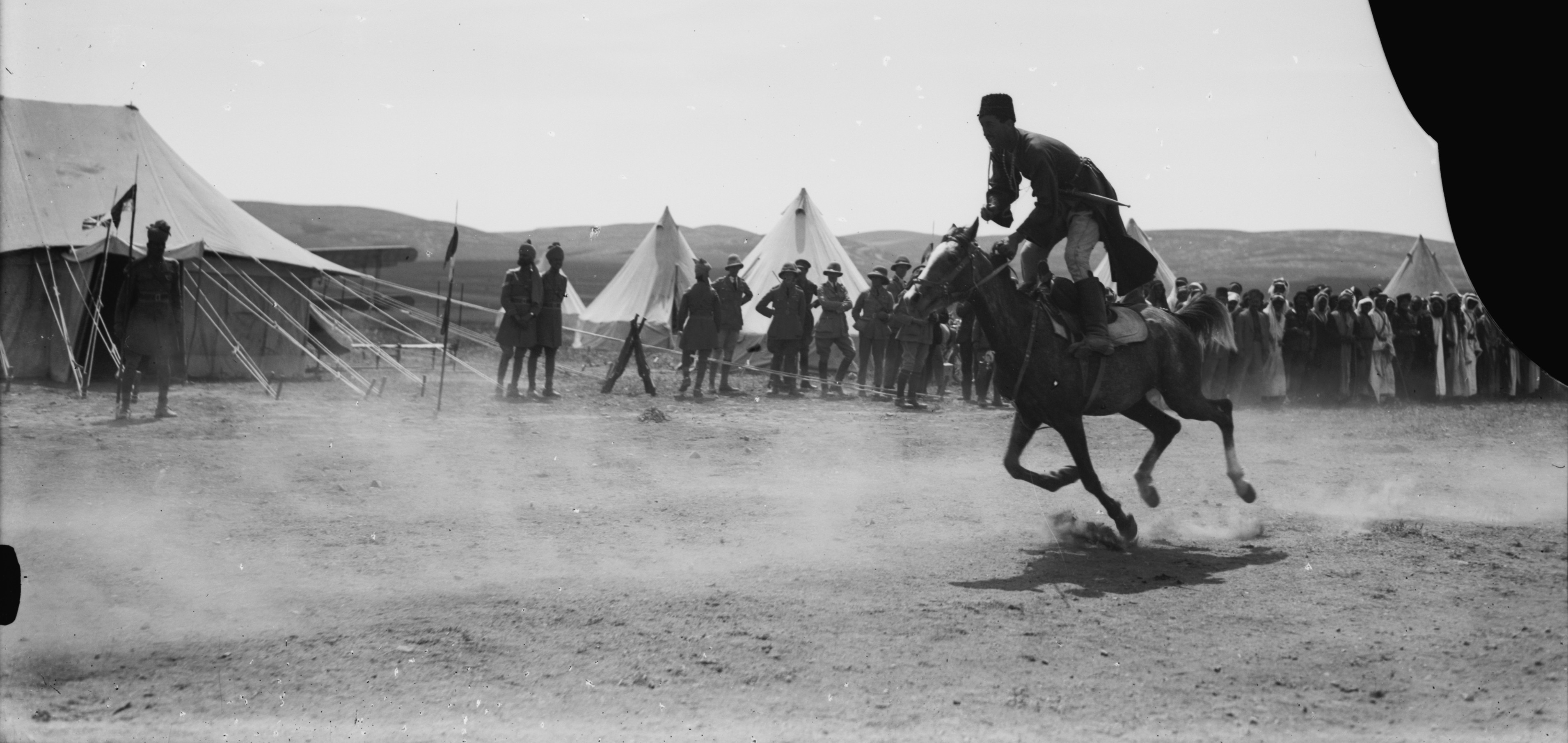
زيارة السير هربرت صموئيل الثاني إلى إمارة شرق الأردن. الفروسية الشركسية في أبريل 1929

انعقد مؤتمر أم قيس، بعد الاحتلال الفرنسي لسوريا أثر معركة ميسلون 1920، وإجهاض حلم إقامة مملكة سوريا الكبرى، وجد الأردنيون أنفسهم أمام فراغ سياسي وإداري وأمني، فحاولوا مواجهة هذه الظروف بتشكيل حكومات محلية في مناطقهم المختلفة. في 11 نيسان 1921 تأسست أول حكومة أردنية برئاسة رشيد طليع، سمِيّت أول خمس حكومات بمجلس المستشارين. وفي عهد الحكومة الخامسة أصبح اسمها مجلس الوكلاء. وتشكّلت الحكومتان السادسة والسابعة تحت اسم مجلس النظار، فيما تشكلت الثامنة تحت اسم المجلس التنفيذي. واستبدل اسم المجلس التنفيذي باسم مجلس الوزراء اعتباراً من الحكومة التاسعة، في أربعينيات القرن الماضي.

 أسّس الأمير عبد الله الأول بن الحسين عام 1921 إمارة شرق الأردن. اعترف مجلس عصبة الأمم بإمارة شرق الأردن كدولة تحت الانتداب البريطاني واستبعدت الأراضي الشرقية من نهر الأردن من جميع الأحكام التي تتناول الولاية على المستوطنات اليهودية، وظلت البلاد تحت الإشراف البريطاني حتى عام 1946.

### تاريخ ما بعد الاستقلال
أصبحت الأردن عضوا مؤسسا لجامعة الدول العربية في عام 1945، وكدولة مستقلة، فإنها انضمت إلى الأمم المتحدة في عام 1955, أعلن الملك الحسين في 1956 تعريب قيادة الجيش بإعفاء كلوب باشا من منصبه كقائد للجيش الأردني، وتسليمها إلى ضباط أردنيين.

 وبعدها تم إلغاء المعاهدة الانجلو-أردنية (الأردنية البريطانية) في 13 ـ 3 ـ 1957, فقد كفل هذا العمل على التأكيد الكامل لسيادة الأردن كدولة مستقلة استقلالا تاما.

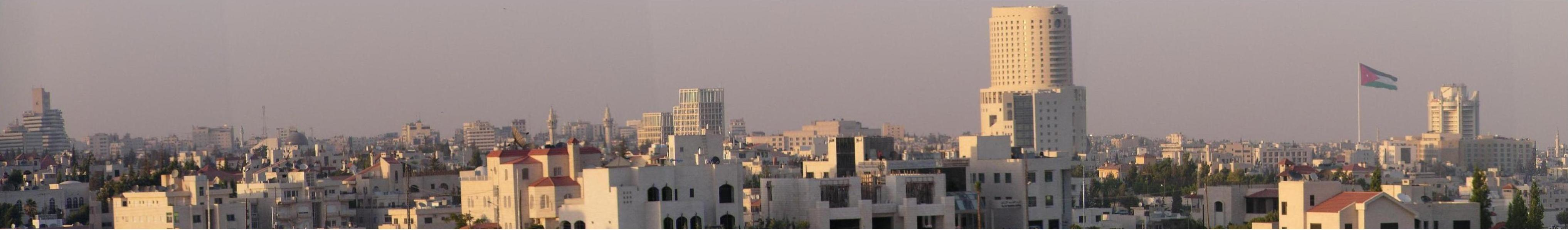
عمان عاصمة الأردن بعد ان كانت السلط حتى بدايات القرن العشرين عاصمة إمارة شرق الأردن

صدر عام 1947 قرار تقسيم فلسطين إلى دولتين يهودية وأخرى عربية، وبعد انسحاب القوات البريطانية من فلسطين وإعلان قيام دولة إسرائيل عام 1948، دخلت الأردن الحرب مع إسرائيل إلى جانب الدول العربية، واستطاعت الأردن أن تحافظ على القدس وعلى جزء كبيرة من أراضى الضفة الغربية. وفي عام 1949 عقد مؤتمراً بأريحا حضره عدد من وجهاء فلسطين أعلن فيه ضم الضفة الغربية إلى المملكة الأردنية، وتم انتخاب مجلس نواب جديد وقسمت مقاعده مناصفة بين الضفتين. وفي العام التالي أغتيل الملك عبد الله الأول أثناء دخوله بوابة المسجد الأقصى لصلاة يوم الجمعة.

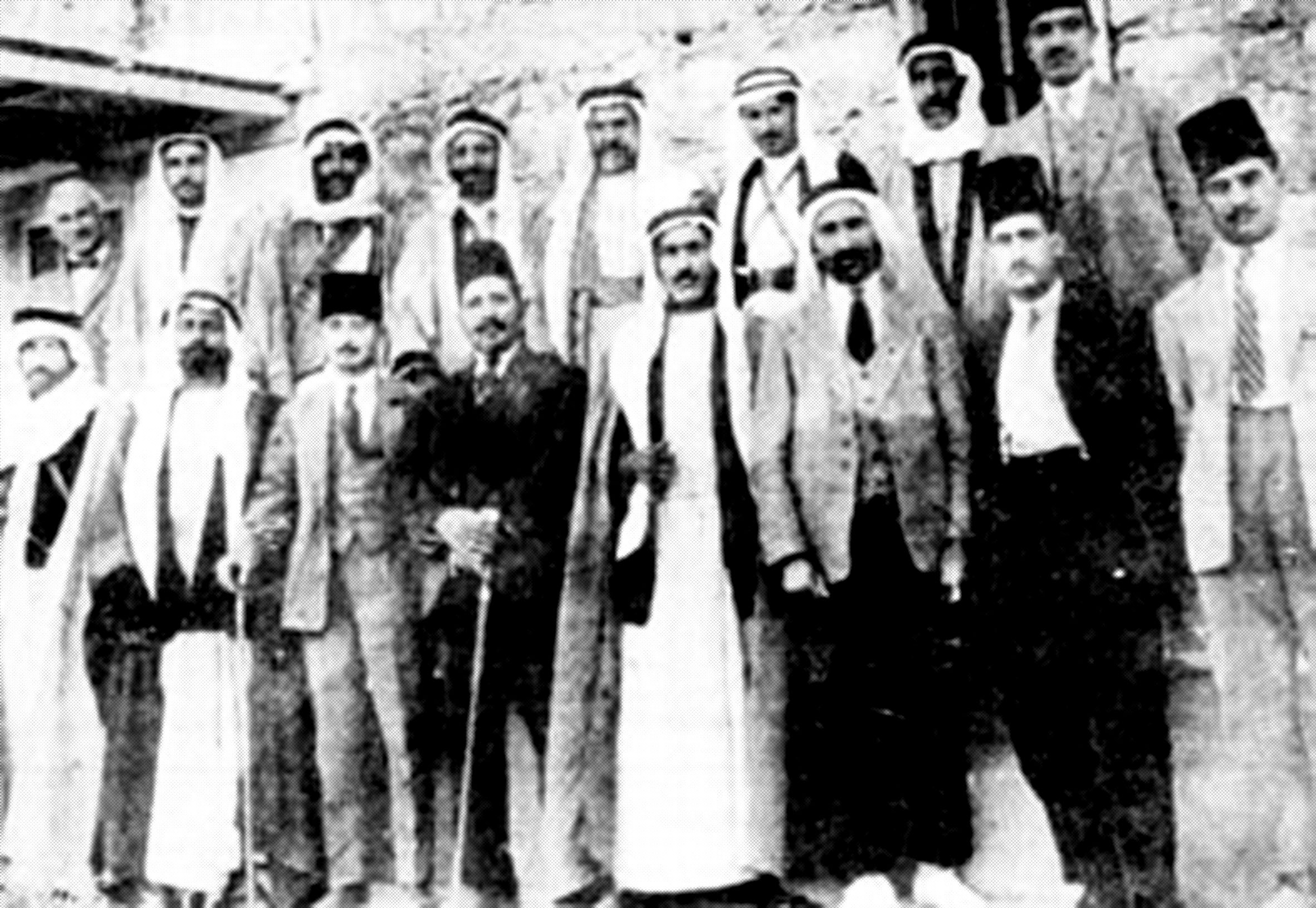
المؤتمر الوطني الأردني عام 1930.

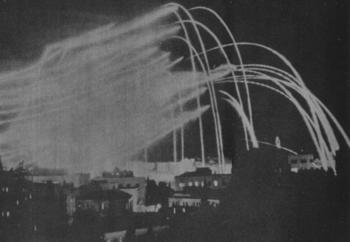
القنابل الأردنية تضئ القدس خلال الحرب العربية الإسرائيلية في عام 1948.

في عام 1951 خلف الأمير طلال والده في الحكم، لكنه لم يستمر طويلا في الحكم بسبب وضعه الصحي. وكان من أهم إنجازاته إصدار دستور عام 1952، والذي يعمل به إلى اليوم. خلف الملك الحسين بن طلال والده، ولأنه لم يبلغ سوى 17 عاما، استلم مجلس وصاية على العرش وحينما أتم الثامنة عشر من عمره تولى سلطاته الدستورية في 11 آب 1953. تم توقيع اتفاق بين الأردن والمملكة العربية السعودية في 10 آب/أغسطس 1965 حصل بموجبه تبادل أراضي بين الجانبين، حيث حصلت السعودية عل مساحة 7000 كيلومترا مربعا من الأراضي الأردنية مقابل حصول الأردن على 19 كيلومترا لتوسيع خطه الساحلي على خليج العقبة، بالإضافة إلى 6000 كيلومتر مربع من الأراضي في المناطق الداخلية.

#### الاستقلال
يوم 25 مايو 1946 وافقت الأمم المتحدة بعد نهاية الانتداب البريطاني الاعتراف بالأردن كمملكة مستقلة ذات سيادة. أعلن البرلمان الأردني الملك عبد الله الأول ملك عليها، الذي استمر في الحكم حتى تم اغتياله في عام 1951 بينما كان يغادر المسجد الأقصى في القدس.

#### حروب 1967، 1973، الكرامة، وأحداث ايلول
دخلت الأردن حرب 1967 مع إسرائيل، وخسر فيها القدس والضفة الغربية، ونزح آلاف الفلسطينيين من الضفة إلى الأردن. وفي 21 آذار 1968 عبرت القوات الإسرائيلية الحدود الأردنية لاحتلال الضفة الشرقية لنهر الأردن لأسباب تعتبرها إسرائيل إستراتيجية. وقد عبرت النهر فعلاً من عدة محاور مع عمليات تجسير وتحت غطاء جوي كثيف. فتصدت لها قوات الجيش العربي الأردني على طول جبهة القتال من أقصى شمال الأردن إلى جنوب البحر الميت بقوة. وفي قرية الكرامة اشتبكت القوات العربية الأردنية بالاشتراك مع الفدائيين الفلسطينيين وسكان تلك المنطقة في قتال شرس بالسلاح الأبيض ضد الجيش الإسرائيلي في عملية استمرت قرابة الخمسين دقيقة. واستمرت المعركة أكثر من 16 ساعة، مما إضطر الإسرائيليين إلى الانسحاب الكامل من أرض المعركة تاركين وراءهم ولأول مرة خسائرهم وقتلاهم دون أن يتمكنوا من سحبها معهم. وتمكن الجيش الأردني في هذه المعركة من تحقيق النصر والحيلولة دون تحقيق إسرائيل لأهدافها. شهدت الفترة التالية لحرب عام 1967 تصاعدا في عدد عناصر ونشاط الفصائل الفلسطينية (الفدائيين) داخل الدولة الأردنية، حتى أضحت دولة داخل دولة تهدد سيادة القانون في الأردن، فحدث التصادم بين الجيش الأردني والفصائل الفلسطينية في أيلول من عام 1970، وانتهى بطرد الفصائل الفلسطينية من الأردن إلى لبنان وسميت هذه الأحداث بأحداث أيلول.

 اندلعت الحرب في يوم 6 تشرين الأول عام 1973 بين مصر وسوريا من جهة وإسرائيل من جهة أخرى، فقام الأردن بإرسال لواء مدرع إلى الجبهة السورية ليؤمن الحماية ضد أي اختراق للقوات الإسرائيلية للجبهة الأردنية والالتفاف على القوات السورية من الخلف. في مؤتمر قمة الرباط 1974 وافقت الأردن على أن تصبح منظمة التحرير الفلسطينية الممثل الشرعي والوحيد للشعب الفلسطيني.
 وفي عام 1988 أعلن الملك الحسين بن طلال قرار فك الارتباط الإداري والقانوني مع الضفة الغربية وتم استبعاد النواب عن الضفة الغربية من مجلس النواب.

#### معاهدة السلام

مدينة عمّان - عاصمة الأردن، أصبحت تتخذ مكانة هامة بين عواصم المنطقة منذ القرن العشرين.

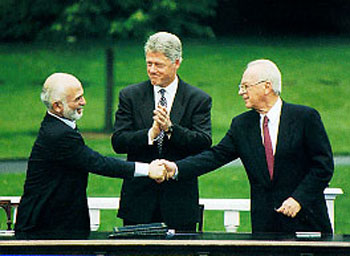
الملك حسين يصافح إسحق رابين، برفقة كلينتون، بعد توقيع معاهدة السلام بين إسرائيل والأردن في 26 أكتوبر 1994

في عام 1991، وافق الأردن، إلى جانب كلا من سوريا، لبنان، والعرب ممثلين بالفدائيين الفلسطينيين على المشاركة في مفاوضات سلام مباشرة مع إسرائيل في مؤتمر مدريد برعاية الولايات المتحدة والإتحاد السوفياتي. وتم التوقيع إنهاء القتال مع إسرائيل في في 25 يوليو 1994 (انظر إعلان واشنطن). ونتيجة لذلك، أبرمت معاهدة السلام الأردنية الإسرائيلية في 26 أكتوبر 1994. وكون الملك حسين علاقات جيدة مع إسرائيل، منذ التوقيع على معاهدة السلام معهم. تلقى الملك حسين العلاج من مرض السرطان لفترة طويلة في الولايات المتحدة، ولدى عودته إلى الأردن نقل ولاية العهد من شقيقه الأمير حسن إلى إبنه البكر عبد الله. توفي الملك حسين في 1999، وخلفه إبنه عبد الله الثاني. تجدد الصراع بين إسرائيل والفلسطينيين بسبب قيام شارون بزيارة المسجد الأقصى، فعلى إثر هذه الزيارة اندلعت الانتفاضة الفلسطينية الثانية في أيلول/سبتمبر 2000، 
 سعت الأردن وبذلت جهدها لحل الخلاف بين الطرفين، وأن يبقى في سلام مع جميع جيرانه. كان أخر توتر رئيسي بين الأردن وإإسرائيل في أيلول/سبتمبر 1997، عندما قام إثنين من عملاء إسرائيل بمحاولة تسميم خالد مشعل بعد دخولهم الأردن بجوازات سفر كندية. خالد مشعل زعيم بارز في حركة حماس الفلسطينية. حتى وصلت الأمور بتهديد الملك حسين بقطع العلاقات الدبلوماسية، وإجبار إسرائيل على إحضار الترياق المضاد للسم وإطلاق سراح العشرات من الأردنيين والفلسطينيين من سجونها، بمن فيهم الزعيم الروحي لحماس الشيخ أحمد ياسين. الذي اغتالته إسرائيل في أوائل عام 2004، بقصف استهدفه داخل قطاع غزة.

 في 9 نوفمبر 2005، شهد الأردن ثلاثة تفجيرات إرهابية في ثلاث فنادق في عمان، قتل فيها ما لا يقل عن 57 شخصا وجرح 115. وأعلن تنظيم القاعدة في العراق بقيادة أبو مصعب الزرقاوي مسؤوليته عن الهجوم.

 انطلقت موجة من المظاهرات والمسيرات الاحتجاجية من مختلف أنحاء الأردن مطلع عام 2011 م متأثرة بموجة الاحتجاجات العربية العارمة التي اندلعت في الوطن العربي مطلع عام 2011. كان من الأسباب الرئيسة لهذه الاحتجاجات تردي الأحوال الاقتصادية وغلاء الأسعار وانتشار البطالة. وقد بدأت هذه المَسيرات يوم 14 يناير/كانون الثاني 2011 بعد صلاة الجُمعة واستمرت في الأسابيع التالية. (انظر الاحتجاجات الأردنية 2011)  حاليا يثار موضوع انضمام الأردن والمغرب إلى مجلس التعاون الخليجي.

#### الاحتجاجات الأردنية 2011

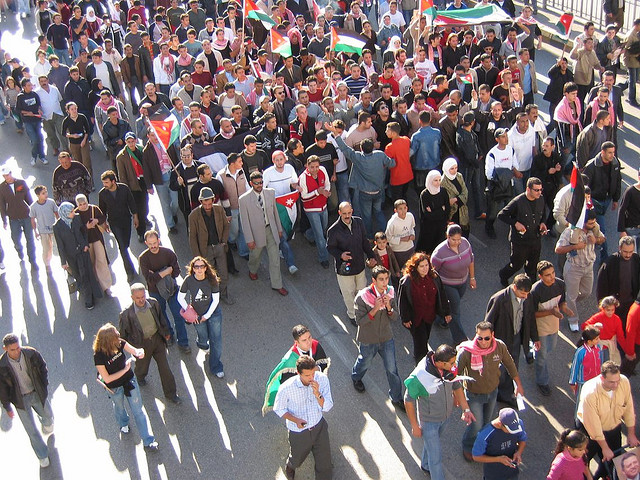
المتظاهرون أمام المسجد الحسيني، وسط البلد.

حدثت موجة من المظاهرات والمسيرات الاحتجاجية التي انطلقت في مختلف أنحاء الأردن مطلع عام 2011 م متأثرة بموجة الاحتجاجات العربية العارمة التي اندلعت في الوطن العربي مطلع عام 2011 م وبخاصة الثورة التونسية الشعبية التي أطاحت بالرئيس التونسي زين العابدين بن علي. كان من الأسباب الرئيسة لهذه الاحتجاجات تردّي الأحوال الاقتصادية وغلاء الأسعار وانتشار البطالة.
كانت بداية هذه الاحتجاجات منذ يوم 14 يناير (كانون الثاني) 2011 الذي بدأت منه المُظاهرات والمَسيرات الاحتجاجية بالانطلاق بعد صلاة الجُمعة في عدة مُدن رئيسية ضمَّت بالمُجمل ما يَزيد عن 3,000 مُتظاهر، بما في ذلك العاصمة عمّان التي كانت أضخم مسيراتها أمام المسجد الحسيني في وسط المدينة واستمرت حتى رأس العين، بالإضافة إلى مدن إربد والكرك والسلط وذيبان ومخيم البقعة، فيما أطلق عليه اسم «يوم الغضب الأردني». واستمرت المُظاهرات خلال الأيام التالية.
في يوم الأحد الموافق 17/1/2011، انطلقت مَسيرات احتجاجية أخرى مساءَ يوم الأحد 17 يَناير أمام مبنى مجلس النواب الأردني وأخرى أمام مبنى البرلمان طالبت بتنحية وحلّ حكومة الرفاعي وتعيين «حكومة إنقاذ وطنيّ تقودها شخصية قريبة من الشعب»، وأظهرت هتافات ومُطالبات المُتظاهرين أثناء الاحتجاجات تأييدهم للثورة التونسية وتأثرهم بها. كما اتهم المُحتجون والنقابات المهنية والأحزاب المعارضة المختلفة حكومة البلاد بالفساد والاستبداد بالسلطة واعترضوا على غلاء الأسعار وسوء الأحوال المعيشية.
بعد الضغط الشديد الذي سببته المُظاهرات أصدر الملك الأردني عبد الله الثاني قراراً في النهاية يوم 1 فبراير (شباط) بإقالة حكومة سمير الرفاعي التي تحكم البلاد منذ ديسمبر (كانون الأول) 2009. وقد كلف الرئيس معروف البخيت بالإسراع لتشكيل حكومة جديدة تحقق مطالب الشعب وتقوم بإصلاحات سياسية واقتصادية سريعة لإصلاح الأوضاع في البلاد.
إلا أنه من المهم الإشارة إلى أن الاحتجاجات الشعبية على ارتفاع الأسعار المستمر منذ بداية تطبيق برنامج التصحيح الاقتصادي التابع للبنك الدولي لم تتوقف منذ تسعينيات القرن الماضي إن لم يكن من قبلها؛ وما هبة نيسان 1989 وما تلاها من أحداث والاحتجاجات معان سنة 1996 ضد ارتفاع أسعار الخبز إلا جزء قليل من نضال الشعب الأردني.